# 木更津市
木更津市（きさらづし）は、千葉県の中西部に位置する市。
人口約13.6万人。業務核都市。商圏を形成する商業中心都市。国際会議観光都市に認定されている。古くから港町として栄え、重点港湾の木更津港を有する港湾都市。

## 概要

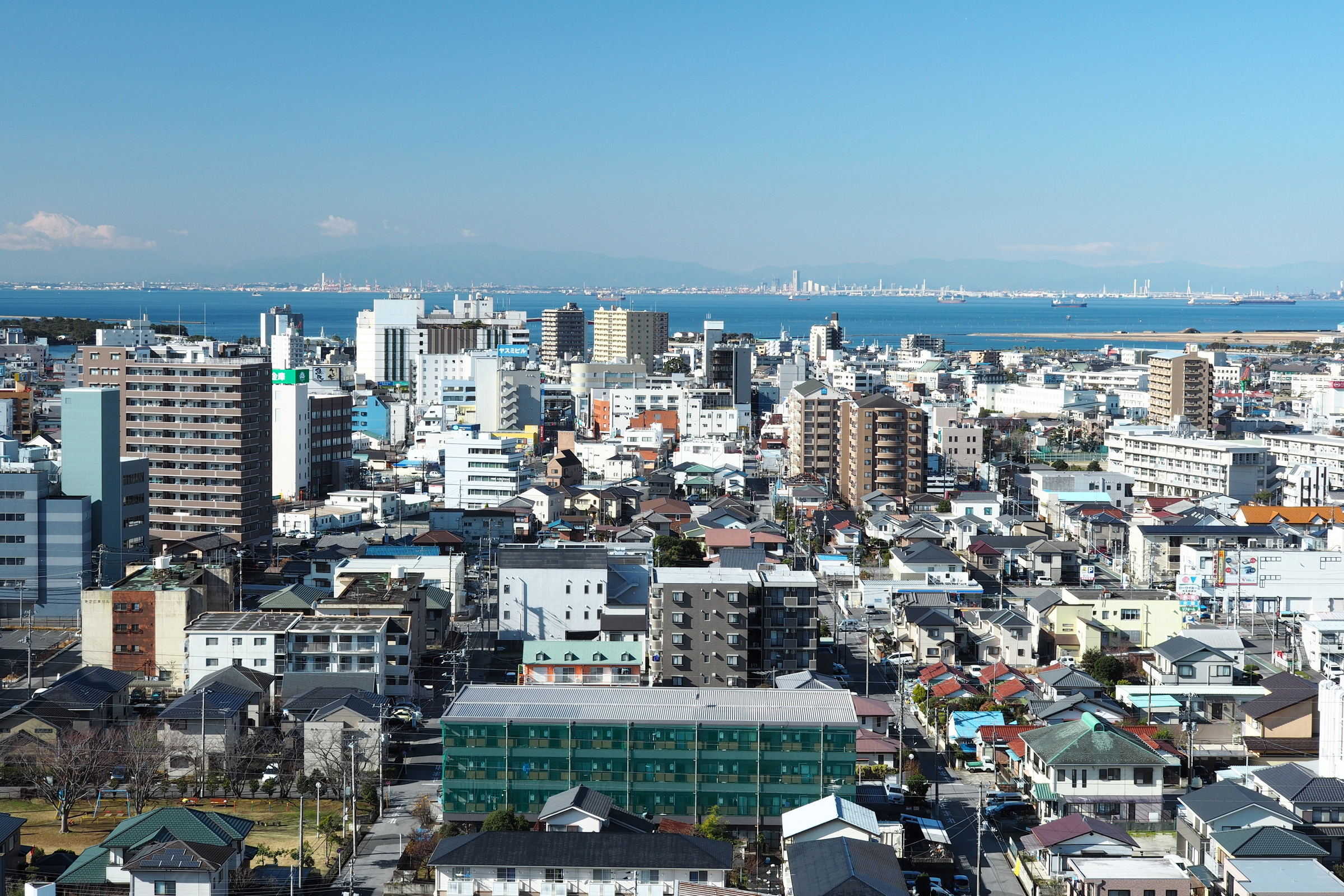
中心市街地（2019年1月1日）

明治初頭に木更津県県庁が置かれたり、1889年（明治30年）に設置された「君津郡」の中心都市であった経緯を持つ。江戸期より木更津は港町として栄えており、市章のデザインは港湾を模したものになっている。市の中心市街地は旧木更津町の範囲に相当する木更津地区に形成されており、木更津地区には木更津市役所や木更津警察署、木更津市消防本部、木更津図書館などの公共施設、および市の中心駅である木更津駅や重点港湾（重要港湾）の木更津港が存在する。
首都圏整備計画（第4次首都圏基本計画）により業務核都市に指定され、東京湾アクアラインを中心とした都市開発が進められる。アクアラインの着岸地である市北部の金田地区は、東京都の都心や東京国際空港へのアクセス性が良くなったことにより、三井アウトレットパーク 木更津などの大型商業施設の進出、かずさアクアシティのようなニュータウンの整備が進む住宅地が造成されている。これらの相次ぐ大型商業施設やニュータウンの整備が行われ、金田地区の公示地価は2013年（平成25年）から2018年（平成30年）の5年間で15.4 %の上昇を記録する。人口流入、地価上昇が好調な地域となり、東洋経済が毎年作成・公表している『住みよさランキング』の関東部門において第9位を記録したこともある。
市南部の鎌足地区は、かずさアカデミアパーク（バイオテクノロジーを中心とした先端技術産業に特化した研究開発拠点）の整備が進められ、コンベンション・センターの完成により国際会議観光都市の認定を受けた。
市の名産品として、東京湾で獲れる「のり」や「あさり」「ハマグリ」などの海産物があげられるが、サキグロタマツメタなど、東京湾外から侵入した生物、貝毒の影響や、漁業者の後継者不足などの要因により近年では漁獲量が減少している。
その他、童謡『証城寺の狸囃子』やドラマ『木更津キャッツアイ』の舞台であり、ロックバンド「氣志團」結成の地として知られる。

## 地理
千葉県中西部の東京湾側に面しており、県庁所在地である千葉市から南西約30 kmの距離である。東京都の都心から南東に30 - 40 km圏内である。都市雇用圏における東京都市圏（東京圏）の範囲に含まれる。ただし、東京都の都心と木更津市との間には東京湾を挟むため、移動距離はこれよりも長くなる。東京湾北側を周回した場合の移動距離は70 - 80 km程度であり、東京湾アクアラインを利用した場合は40 - 50 km程度である。
市域は東西に長く広がっており、市の西部は関東平野の平地、東部は木更津台地の台地や上総丘陵（房総丘陵）の丘陵地帯と地形の性質が異なる。
市中西部（木更津地区、清川地区）は東京湾に面しており、東京湾へ流れ込む複数の河川により沖積平野が形成する。また、東京湾臨海地区は木更津港南岸から君津市方面に掛けて工業用埋立地となっている。市北部（岩根地区、金田地区、中郷地区）では泥層を主とする田園地帯が広がり、木更津駅から千葉方面に向かって走る列車の車窓からはハス田が確認できる。市南部（波岡地区、鎌足地区）を中心に洪積台地が形成され、住宅地として整備されている。特に鎌足地区ではかずさアカデミアパーク構想における研究開発拠点としての整備が行われている。市東部（富来田地区）は小櫃川流域では田園地帯を形成し、上総丘陵の森林が広がっている。
市の主な河川として、県内では利根川に次いで2番目に長く総延長88 kmの小櫃川がある。小櫃川は君津市、袖ケ浦市、木更津市の3市を貫流し、市内では東部から北部にかけて流れ下り東京湾へと注いでいる。また、小櫃川河口付近では1,400 ha程の盤洲干潟が形成されている。市内には特に高い山が無く、最も高い場所でも 標高200 m程度である。
市域
- 東西 : 21.98 km[4]
- 南北 : 14.54 km

自然

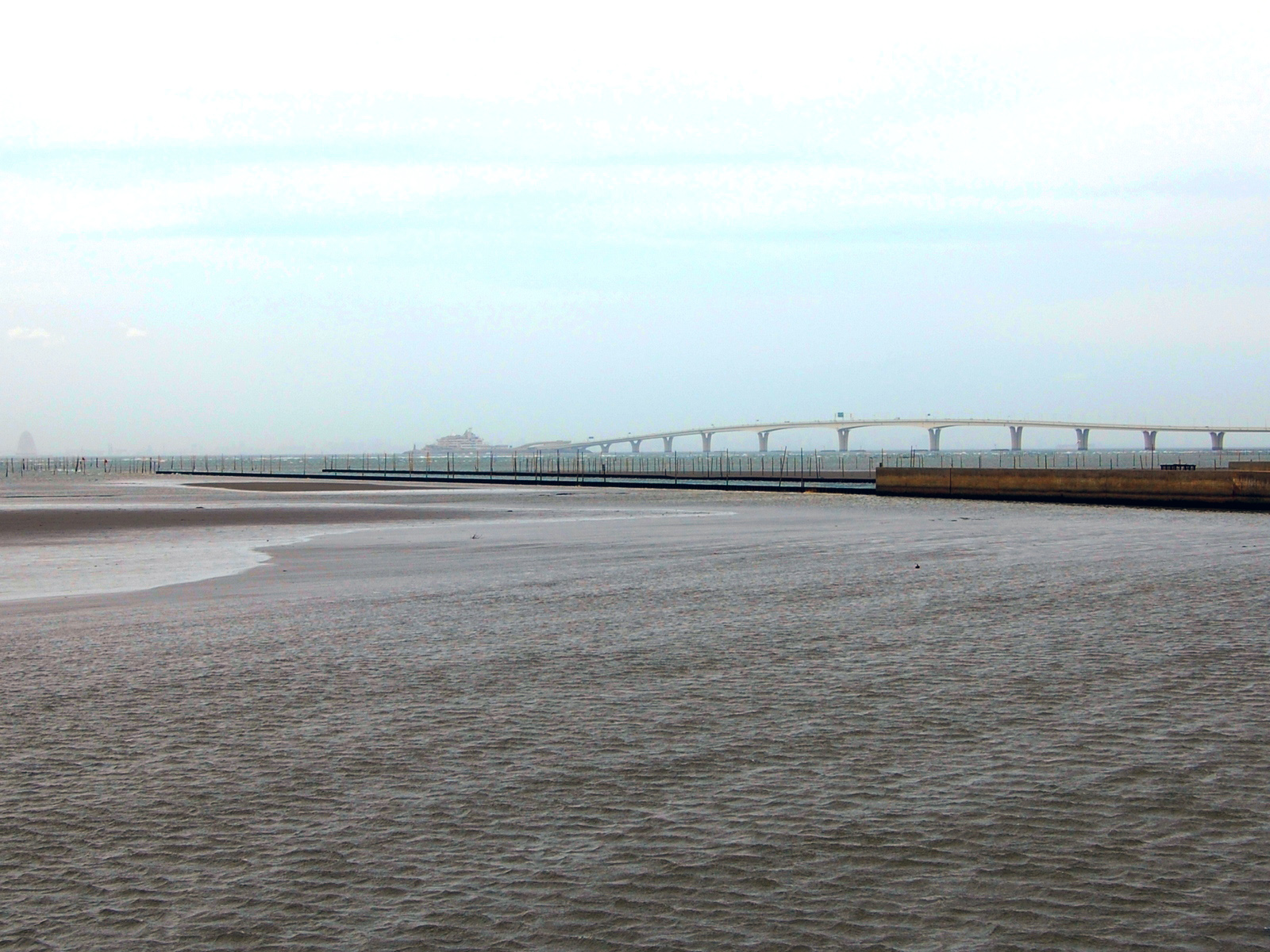
海 : 東京湾、盤洲干潟
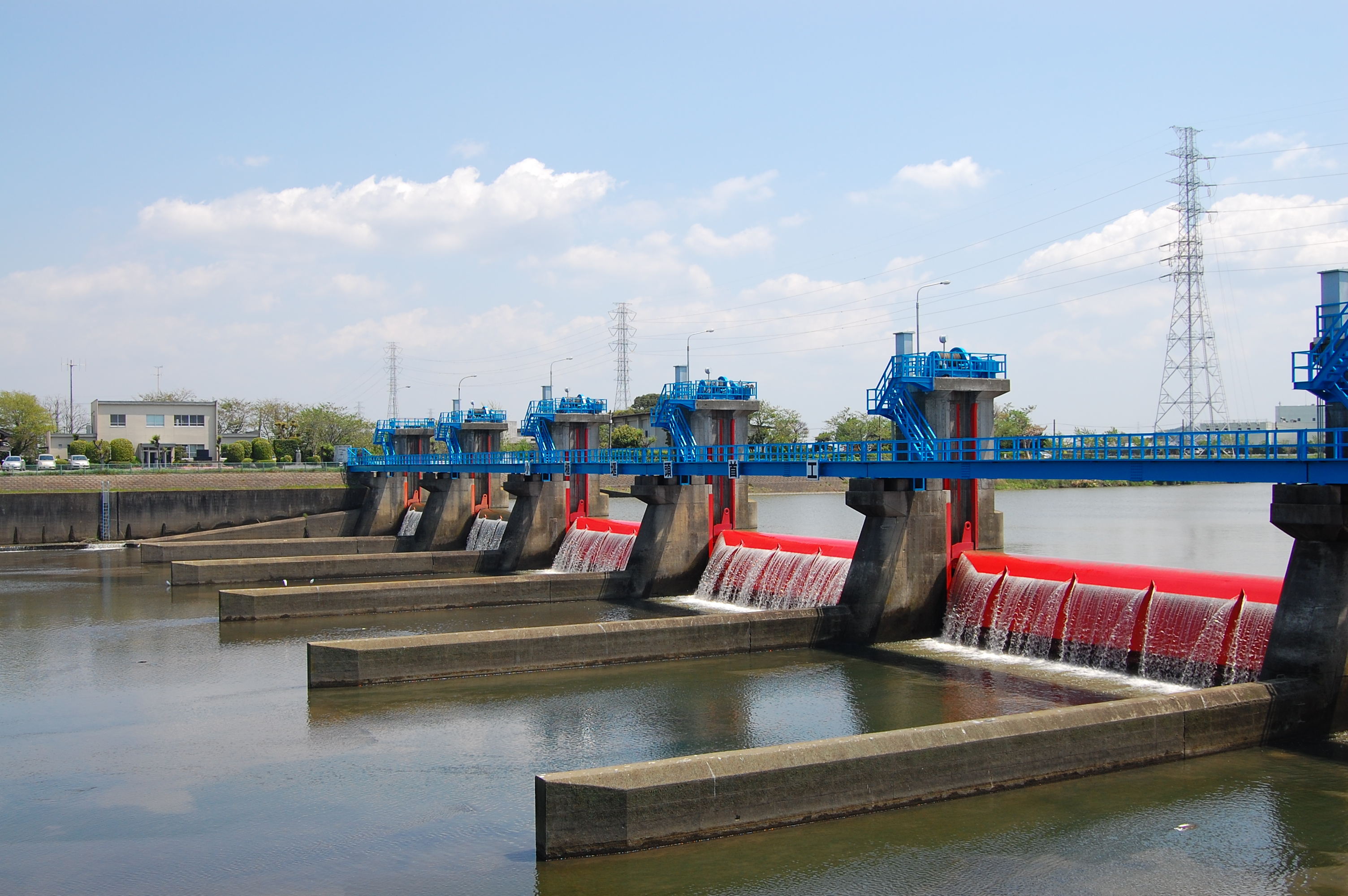
河川 : 小櫃川、矢那川、烏田川、畑沢川
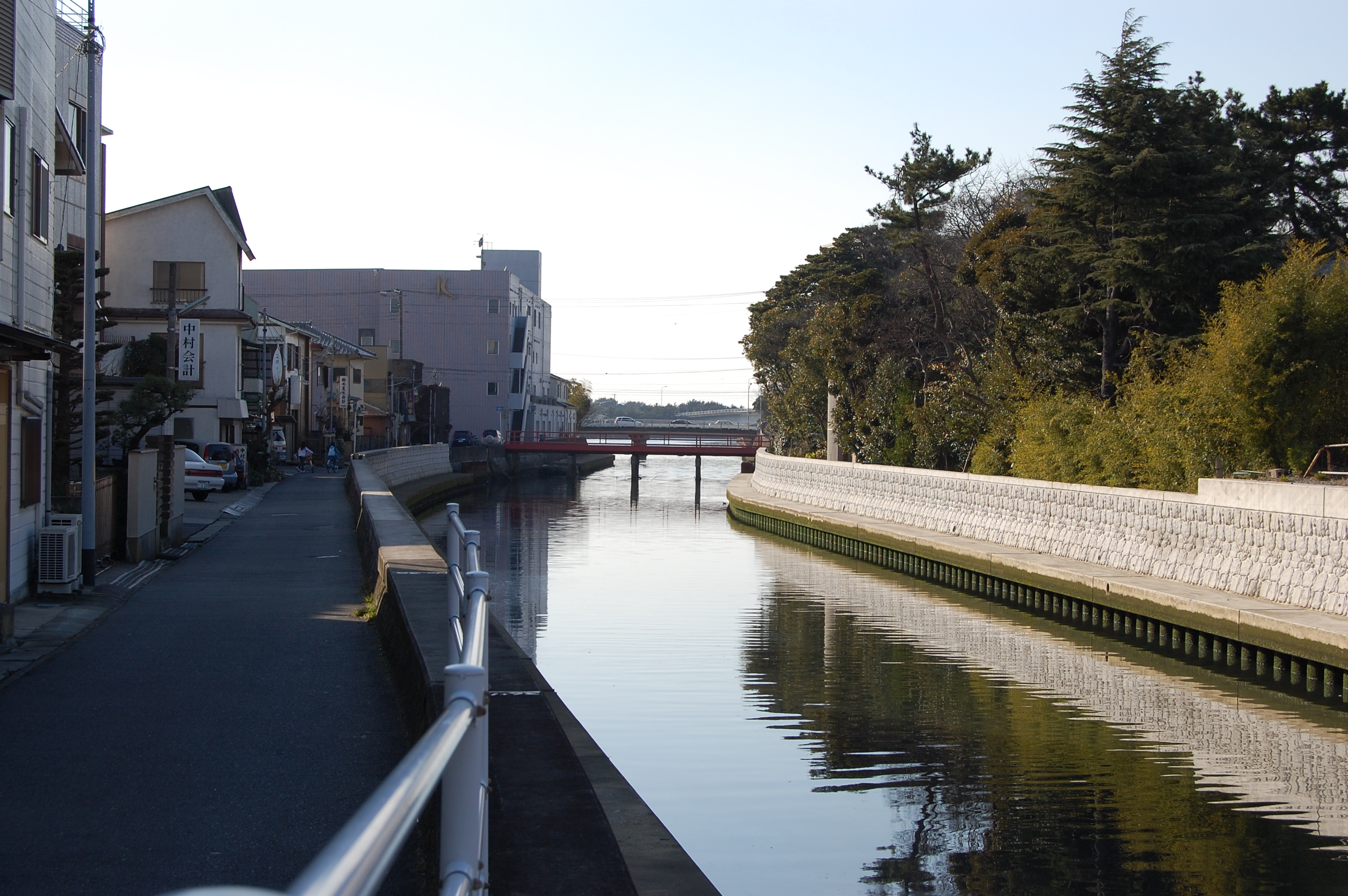
湖沼 : 矢那川ダム、小櫃堰
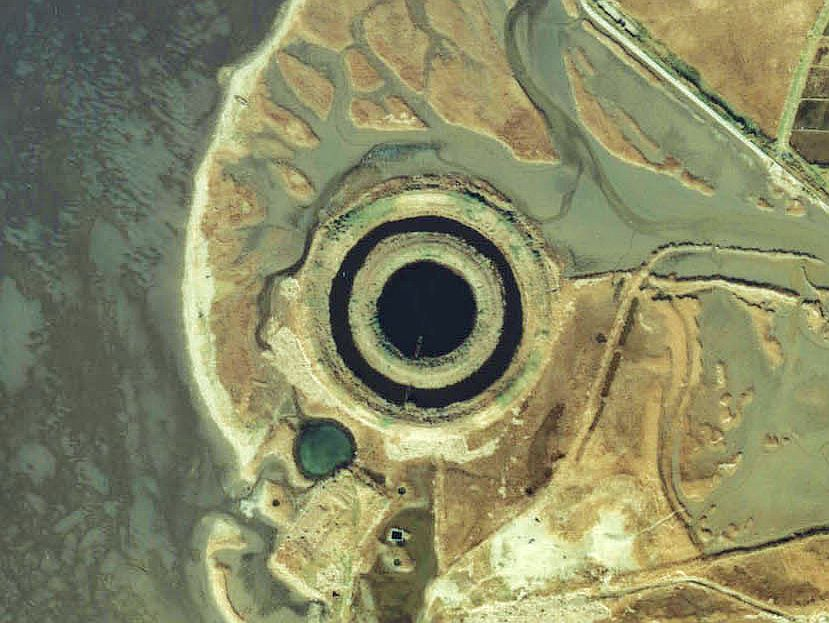
丘陵 : 上総丘陵（房総丘陵）

- 盤洲干潟
- 小櫃堰（小櫃川）
- 矢那川
- 浸透実験池（小櫃川河口）

### 気候
| 木更津（2006年 - 2020年）の気候    | 木更津（2006年 - 2020年）の気候 | 木更津（2006年 - 2020年）の気候 | 木更津（2006年 - 2020年）の気候 | 木更津（2006年 - 2020年）の気候 | 木更津（2006年 - 2020年）の気候 | 木更津（2006年 - 2020年）の気候 | 木更津（2006年 - 2020年）の気候 | 木更津（2006年 - 2020年）の気候 | 木更津（2006年 - 2020年）の気候 | 木更津（2006年 - 2020年）の気候 | 木更津（2006年 - 2020年）の気候 | 木更津（2006年 - 2020年）の気候 | 木更津（2006年 - 2020年）の気候 |
| 月                                 | 1月                             | 2月                             | 3月                             | 4月                             | 5月                             | 6月                             | 7月                             | 8月                             | 9月                             | 10月                            | 11月                            | 12月                            | 年                              |
| ---------------------------------- | ------------------------------- | ------------------------------- | ------------------------------- | ------------------------------- | ------------------------------- | ------------------------------- | ------------------------------- | ------------------------------- | ------------------------------- | ------------------------------- | ------------------------------- | ------------------------------- | ------------------------------- |
| 最高気温記録 °C （°F）             | 19.3 (66.7)                     | 23.3 (73.9)                     | 25.6 (78.1)                     | 29.0 (84.2)                     | 32.7 (90.9)                     | 34.7 (94.5)                     | 38.2 (100.8)                    | 37.6 (99.7)                     | 35.3 (95.5)                     | 31.6 (88.9)                     | 26.4 (79.5)                     | 23.5 (74.3)                     | 38.2 (100.8)                    |
| 平均最高気温 °C （°F）             | 9.6 (49.3)                      | 10.4 (50.7)                     | 14.0 (57.2)                     | 18.6 (65.5)                     | 23.5 (74.3)                     | 25.7 (78.3)                     | 29.6 (85.3)                     | 31.3 (88.3)                     | 27.5 (81.5)                     | 21.9 (71.4)                     | 16.8 (62.2)                     | 12.1 (53.8)                     | 20.1 (68.2)                     |
| 日平均気温 °C （°F）               | 5.6 (42.1)                      | 6.2 (43.2)                      | 9.5 (49.1)                      | 13.8 (56.8)                     | 18.6 (65.5)                     | 21.4 (70.5)                     | 25.3 (77.5)                     | 26.8 (80.2)                     | 23.2 (73.8)                     | 18.0 (64.4)                     | 12.8 (55)                       | 8.1 (46.6)                      | 15.8 (60.4)                     |
| 平均最低気温 °C （°F）             | 1.6 (34.9)                      | 2.2 (36)                        | 5.3 (41.5)                      | 9.5 (49.1)                      | 14.6 (58.3)                     | 18.1 (64.6)                     | 22.3 (72.1)                     | 23.7 (74.7)                     | 20.1 (68.2)                     | 14.8 (58.6)                     | 9.0 (48.2)                      | 4.1 (39.4)                      | 12.1 (53.8)                     |
| 最低気温記録 °C （°F）             | −5.4 (22.3)                     | −3.8 (25.2)                     | −1.2 (29.8)                     | 0.7 (33.3)                      | 7.1 (44.8)                      | 10.2 (50.4)                     | 15.1 (59.2)                     | 16.8 (62.2)                     | 12.1 (53.8)                     | 6.1 (43)                        | 0.4 (32.7)                      | −2.2 (28)                       | −5.4 (22.3)                     |
| 降水量 mm （inch）                 | 66.2 (2.606)                    | 82.0 (3.228)                    | 134.0 (5.276)                   | 133.5 (5.256)                   | 140.9 (5.547)                   | 181.7 (7.154)                   | 138.0 (5.433)                   | 97.2 (3.827)                    | 229.2 (9.024)                   | 261.7 (10.303)                  | 111.7 (4.398)                   | 93.6 (3.685)                    | 1,650.7 (64.988)                |
| 平均降水日数 （≥1.0 mm）           | 4.9                             | 7.4                             | 10.0                            | 9.3                             | 9.0                             | 11.4                            | 9.8                             | 7.4                             | 12.1                            | 11.5                            | 9.5                             | 6.5                             | 108.6                           |
| 平均月間日照時間                   | 185.5                           | 149.5                           | 174.5                           | 177.7                           | 197.5                           | 135.0                           | 165.2                           | 207.1                           | 132.8                           | 124.4                           | 139.1                           | 169.3                           | 1,960.2                         |
| 出典1：Japan Meteorological Agency |                                 |                                 |                                 |                                 |                                 |                                 |                                 |                                 |                                 |                                 |                                 |                                 |                                 |
| 出典2：気象庁                      |                                 |                                 |                                 |                                 |                                 |                                 |                                 |                                 |                                 |                                 |                                 |                                 |                                 |

### 隣接している自治体
- 北 : 袖ケ浦市
- 東 : 市原市
- 南 : 君津市
- 西 : 川崎市（神奈川県）- 直接隣接はしていないが、東京湾アクアライン経由で海上（東京湾）を隔て隣接している扱いとなる。

## 歴史

### 地名の由来
木更津という地名の由来については、如月の津が転じて木更津になった、木足らずが訛り木更津になったと諸説あるが、一般的には倭建命（ヤマトタケル）伝承の一説、君不去（きみさらず）が元になっているという説が通説となっている（下記の伝承の項参照）。

木更津という地名が使われ始めたのは、最も古い文章で1353年（文和2年・正平8年）に記された文献で木佐良津と記されている。ただし、当時の江戸湾沿岸を代表する港は木更津の北にある高柳（現在の岩根地区高柳）や富津であったと考えられており、1576年に江戸湾沿岸の諸港に半手（戦国期に領土を争う両勢力が紛争地の租税を暫定的に半分ずつにする事）を認めた北条氏規の朱印状には、内陸化した高柳に代わって江川や葛間（現在の久津間、江川ともに岩根地区）の名前はあるものの木佐良津の名前は無いため、当時は租税を取るほどではない小さな漁港に近かったと推測されている。

### 古代 - 中世

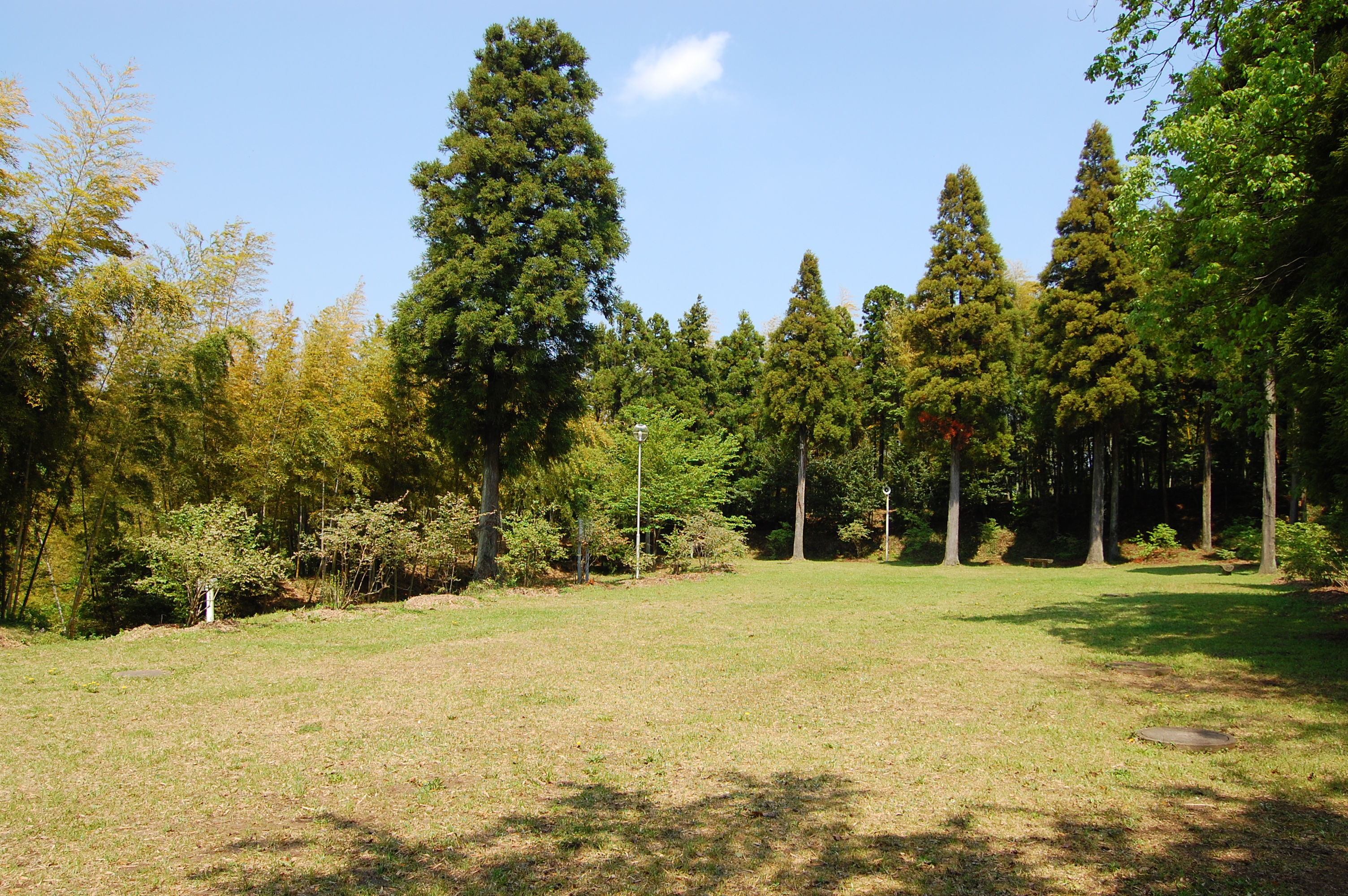
真里谷城本丸跡（千畳敷）

『古事記』や『日本書紀』によると、倭建命が東征の折にこの地方に立ち寄ったと記されており、この事象が元となった地名が市内随所に見られる。歴史的に考察するとこの地方には倭王権に敵対する勢力が存在していた事を示しているという説がある。事実、小櫃川流域を中心とする地域には支配階級にあたる豪族（国造）が存在していたとされ、それを証明する古墳群が形成されている。奈良時代の文献には小櫃川流域一帯（現在の木更津市、袖ケ浦市、君津市の一部に相当）が「馬来田国」と記されており、この地方を馬来田国造という豪族が支配していたと記録されている。1950年（昭和25年）市内長須賀の金鈴塚古墳（二子塚古墳）の発掘調査が行われる。この古墳は6世紀後半頃に造られたものとされ、馬来田国造の一族のものとされる。この古墳からは大刀や銅容器・武具・古墳名称の元となる純金製の5つの金鈴などが出土されている。
1456年（康正2年）頃上総武田氏の祖である武田信長が上総守護代となり、上総地方進出の足がかりとして真里谷城を築城する。以降、真里谷城は庁南城 （千葉県長生郡長南町）と並び上総武田氏の居城として繁栄する。武田信長の子孫の内、真里谷城を拠点とするものは真里谷氏を名乗り戦国大名化する。真里谷氏は一族の内紛と第1次国府台合戦の末に勢力が衰退し、上総地方の支配者も真里谷氏から里見氏、北条氏へと移り変わる。1590年（天正18年）真里谷城は豊臣秀吉の小田原征伐で侵攻された後、廃城になる。現在、真里谷城跡はキャンプ場（市立少年自然の家）として利用されている。

### 近世
1614年（慶長19年）大坂冬の陣に木更津の水夫24名が徳川幕府方について戦功を上げる。その水夫の功により幕府は、江戸 - 木更津間での渡船営業権や江戸の日本橋に「木更津河岸」を拝領地として与える等の特権を与える。ただし、その根拠とされている現存文書は史実と矛盾する内容が含まれており定かではないが、1615年（元和年間）以後に幕府が木更津に代官を置いた記録は確認できるため、これに近い事実はあったと考えられている。幕府は軍事上の目的から主要河川に橋を架けることを禁止し陸路には至る所に関所を設ける政策を採っていたため、この時代の流通手段は水運が主流になる（河岸を参照）この特権により木更津は上総・安房 - 江戸間との海上輸送を取り扱う流通拠点として急激に発展する。運送には喫水が浅く海川両用の五大力船が用いられた。木更津から江戸にやってくる五大力船は通称木更津船と呼ばれ、歌川広重の浮世絵にも描かれている。歌舞伎の演目『与話情浮名横櫛』は江戸期に木更津で実際に起きた事件がモチーフとなっており、当時の港町木更津の様子を垣間見ることができる。

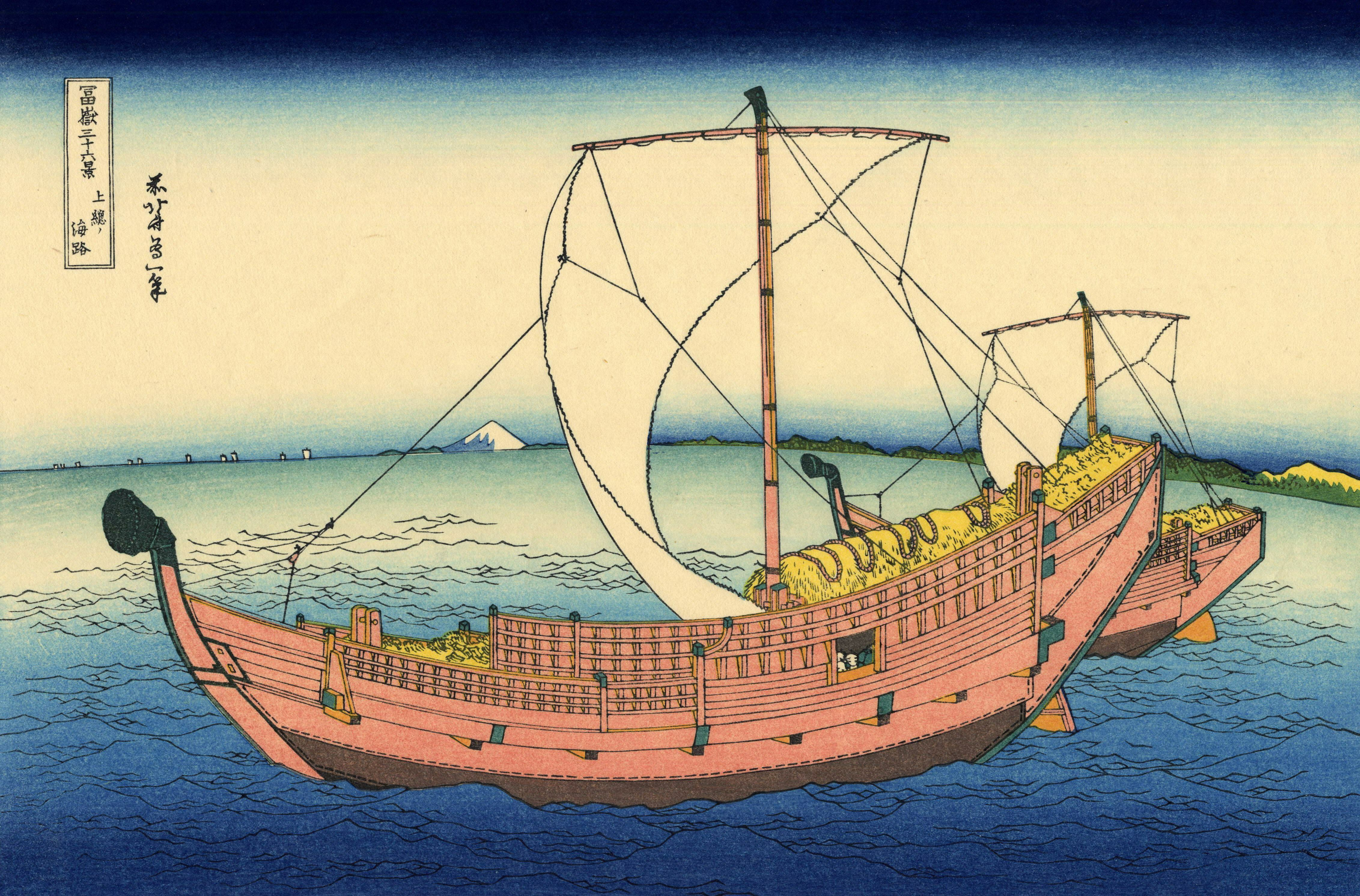
葛飾北斎画『富嶽三十六景 上總ノ海路』の木更津船（五大力船）
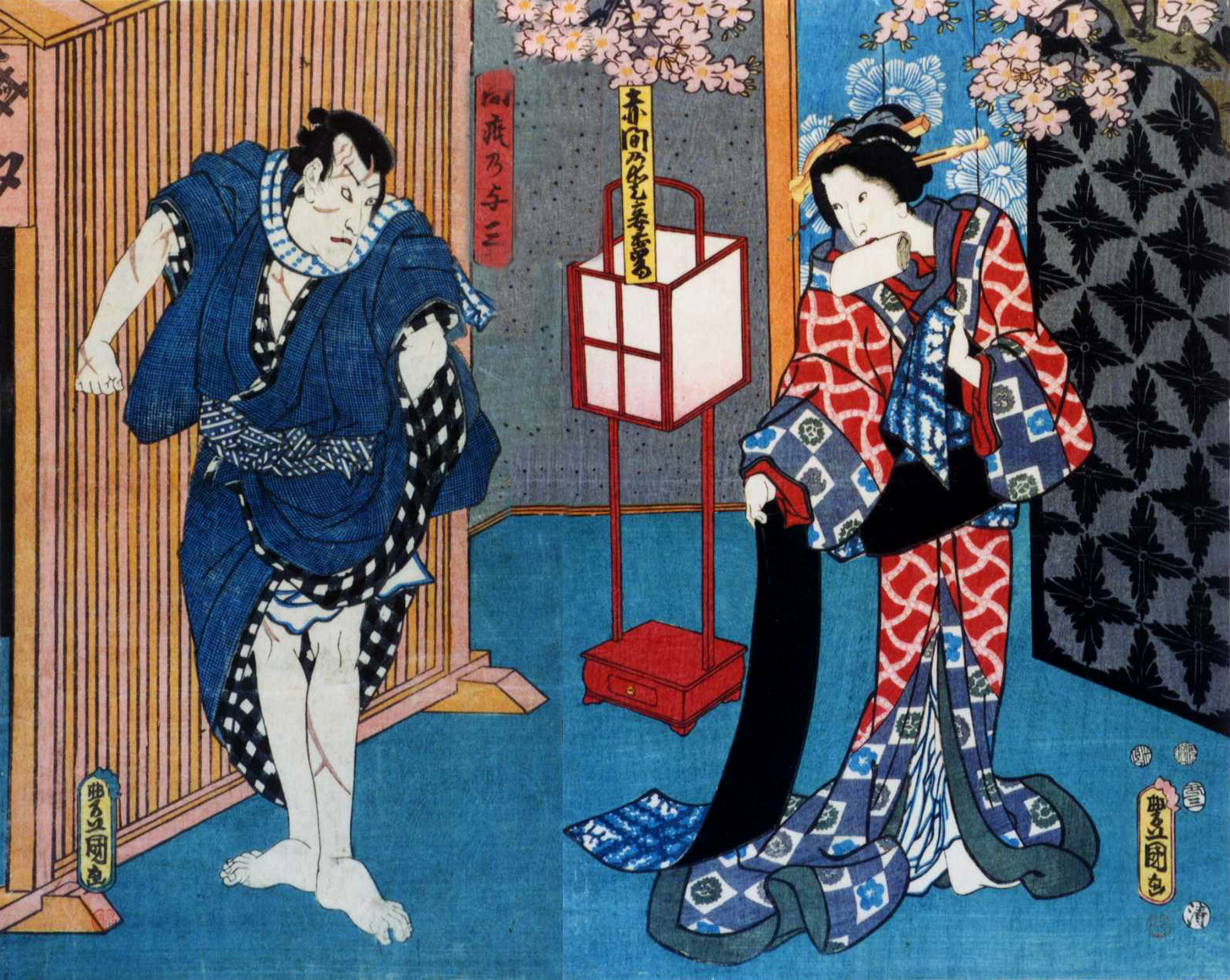
歌川豊国画『与話情浮名横櫛』初演時に製作された役者絵

江戸時代末期の1825年（文政8年）幕府の旗本であった林忠英は3,000石の加増を受けたことにより1万石の大名として諸侯に列し貝淵藩を立藩する。陣屋を望陀郡貝淵村に設けられるが、2代目藩主の林忠旭の時代に請西村に移し、以降同藩は請西藩と称するようになる。請西藩は、最後の藩主である4代目林忠崇が藩主自ら脱藩し明治政府の東征軍に抵抗したことが朝敵行為とされ、1868年（明治元年）幕府方諸侯の中で唯一改易処分を受ける。
明治新政府樹立後、1868年（明治元年）改易となった請西藩の替わりに松平信敏が上総国貝淵に移封し1万石で桜井藩が立藩する。1871年（明治4年）廃藩置県施行により 8月には桜井藩は廃藩となり桜井県が設置、11月には桜井県を含む旧安房国・上総国に相当する木更津県が設置される。木更津県設置にあたり県庁が貝淵村に設置される。木更津県が存在したのはわずか2年足らずで、1873年（明治6年）には廃止し、印旛県と合併し千葉県となる。1878年（明治11年）制定の郡区町村編制法に基づき望陀郡、周淮郡、天羽郡の郡役所が設置され、1897年（明治30年）望陀、周淮、天羽の3郡が合併し君津郡が成立した時に君津郡役所が設置されており、君津郡地域において木更津市は政治的中心都市であった。1973年（昭和48年）11月に、木更津県県庁所在地のあった桜井藩邸跡に「木更津県史蹟」の石碑が建てられている。

### 近代
日本国内が軍国主義にある1930年代、木更津は軍都として発展する。1935年（昭和10年）当時の 大日本帝国海軍は、帝都防衛を目的に、木更津港北側を埋め立てて航空基地の造成を行った。1936年（昭和11年）3月に木更津飛行場が完成、同年4月1日に木更津海軍航空隊の開隊式が行われる。木更津飛行場は太平洋戦争末期に日本初の国産ジェット機にあたる「橘花」のテスト飛行が行われた場所でもある。1941年（昭和16年）同航空隊の北東、君津郡巖根村に海軍工廠（第二海軍航空廠）が設置され、木更津町および巖根村には工廠で働く工員とその家族が移住したため、急激な人口増加による住宅不足の問題に直面する。2町村では大勢の移住者を受け入れる住居や新しく家を建てる土地も無く、隣接する清川村にも移住者の受け皿としての役割を求めるようになり、木更津町、巖根村、清川村の3自治体を中心に合併協議が進められる。後に協議に加わった波岡村を含める4自治体の人口の合計が当時の市制施行条件である3万人を越すことが人口調査の結果で判明し、1942年（昭和17年）木更津市として 市制を開始した。
1945年（昭和20年）太平洋戦争終結後となる9月1日には、アメリカ第11空挺師団が木更津に上陸した。以降は米軍の管理下に置かれ、1968年（昭和43年）より陸上自衛隊の駐屯地、海上自衛隊の補給所として利用されている。

### 現代

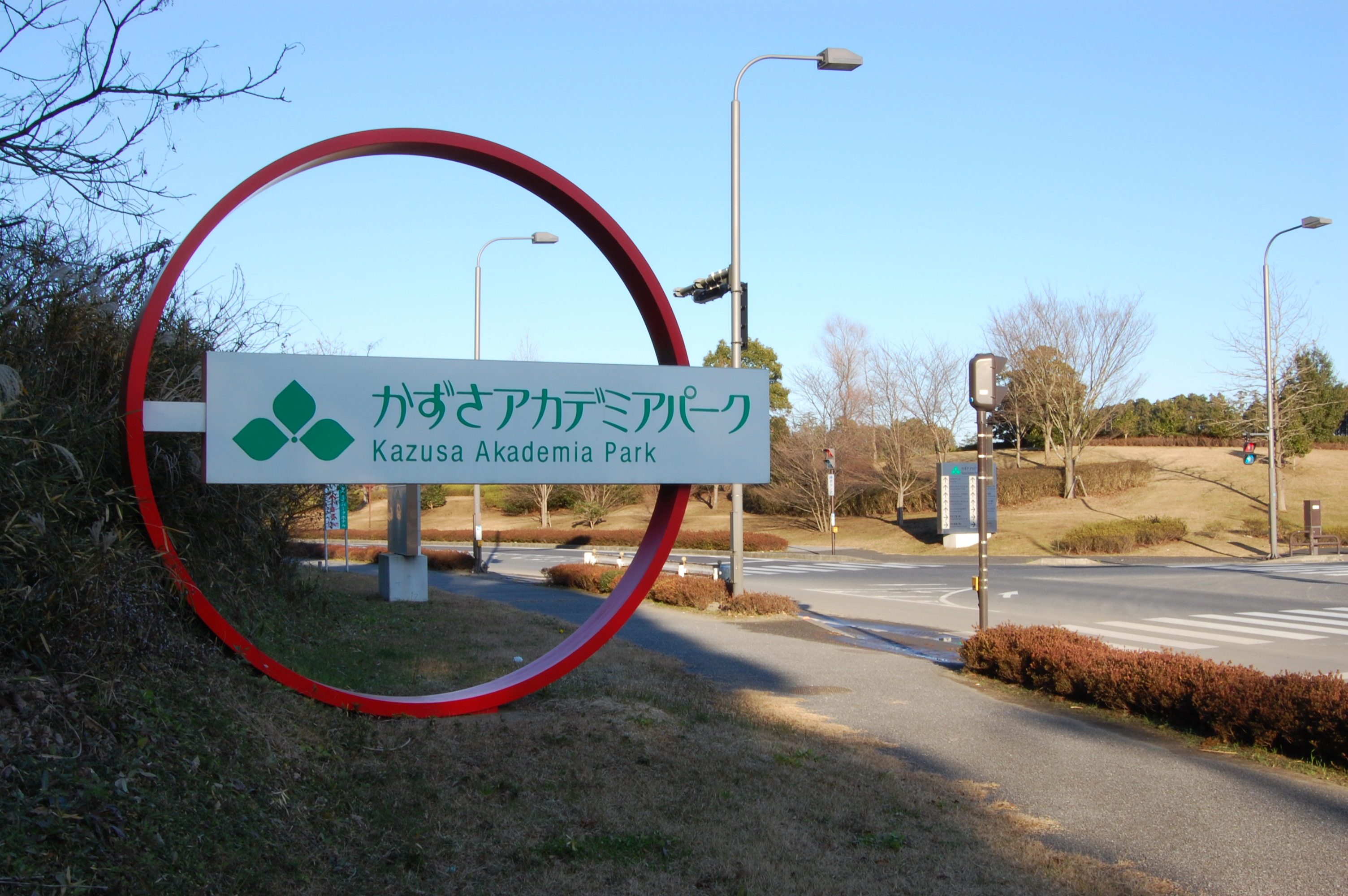
かずさアカデミアパーク

1961年（昭和36年）木更津市に隣接する君津町へ八幡製鐵（当時）君津製鐵所の誘致が決定する。その背景には、1950年（昭和25年）に公布された国土総合開発法において千葉県側東京湾沿岸地域の工業地帯化が計画され、農業から工業への転換を図りたい県との思惑が一致し京葉工業地帯の開発が促進されたことによる。

製鉄所建設に伴い君津地域の東京湾沿岸部で漁業を営んでいた漁家は埋立てによって職を失うことになり、県より漁業補償を受けて漁業権を放棄、転業を余儀なくされた。

漁業組合と漁業権放棄に関する交渉が終了し、木更津港南岸から君津町の臨海部の範囲を埋め立てて製鉄所の建設を開始、1965年（昭和40年）に君津製鐵所の操業が本格的に開始する。君津町への製鉄所進出は木更津市にも影響を及ぼし、木更津市内には同社の系列・関連会社が進出しその社員および家族の転勤による移住が顕著になる。また1960年代から70年代後半にかけて区画整理事業として清見台、請西、畑沢など波岡地区を中心に計821 haの土地の宅地造成が行われる。それにより、市内の人口が1960年には約6万人であったのが80年代中頃には12万人を突破、およそ20年の期間で人口が2倍にまで膨れ上がる。
この頃、君津製鐵所の進出に伴い、固定資産税の税収が急増した君津町では同町の人口が少ない場合、一部が千葉県の収入となる部分が生じるため、同町の収入を減らさないためには合併して人口を増やすことが急務であった。そこで君津郡市広域市町村圏事務組合は1970年（昭和45年）3月に君津郡域全体での合併を提案し、木更津市と君津町、小糸町、清和村、小櫃村、上総町の6市町村で合併協議が行われ、新市名も「君津木更津市」になることが提案されていた。その後、木更津市は合併協議から事実上離脱した。なお、合併協議自体は残りの5町村で進められ、同年9月28日に新「君津町」が成立し、翌1971年（昭和46年）9月1日に市制施行が行われ「君津市」となった。
1983年（昭和58年）千葉県において千葉新産業三角構想が策定される。木更津市およびその周辺都市（君津、富津、袖ケ浦）は新産業三角構想の基幹プロジェクトの一つであるかずさアカデミアパーク構想において、研究開発拠点の母都市に位置付けられる。研究開発拠点の形成を目標としたかずさアカデミアパーク構想に基づき、国際水準に対応した研究機関が集約する研究都市の整備および各拠点とを結ぶ道路網の構築が進められる。

上総丘陵に整備されることが決定し、1991年（平成3年）に鎌足地区に第一期区画整備が進められ、1994年（平成6年）にはDNA専門の研究所としては世界初となるかずさDNA研究所が開設する。1996年（平成8年）第一期区画整備で計画されていた278 haについては基幹整備がほぼ完了し、民間の研究所を中心に立地が進められる。1997年（平成9年）に中核施設であるコンベンションセンター「かずさアカデミアセンター」（通称「かずさアーク」）が完成し、1999年（平成11年）観光庁より国際会議観光都市の認定を受ける。
かずさアカデミアパーク構想および木更津業務核都市構想に基づき、木更津市を業務核都市として他の都市との道路網の整備が行われ、1995年（平成7年）館山自動車道が木更津南ICまで開通し、千葉市との間を高速道路で結ばれる。1997年（平成9年）東京都心部および神奈川県とを結ぶ東京湾アクアラインが完成。2007年（平成19年）館山自動車道が全線開通したことにより、富津館山道路と直結して南房総市まで結ばれた。2013年（平成25年）圏央道が東金JCTまで開通して千葉東金道路と直結し、新産業三角構想の内の「国際物流拠点」を担う成田空港（成田市）と結ばれるようになった。アクアライン関連による経済効果で大きな転機となった。

### 年表
- 1871年（明治4年）11月13日 — 木更津県が設置され、木更津県の県庁所在地となる
- 1873年（明治6年）6月15日 — 木更津県廃止
- 1874年（明治7年）8月19日 — 南片町から出火。413戸を焼く[9]。
- 1889年（明治22年）4月1日 — 布令により木更津町および9村が発足
- 1912年（大正元年）
  - 8月21日 — 木更津線（現・内房線）が姉ケ崎駅から木更津駅まで延伸開業。なお、1925年に安房鴨川駅まで開業し現在の内房線が全通する
  - 12月28日 — 木更津駅 - 久留里駅間に軽便鉄道が開通（現・久留里線）
- 1920年（大正9年）10月1日 — 第1回国勢調査実施。木更津町の人口は8,551人
- 1924年（大正13年） — 児童雑誌『金の船』12月号にて童謡『証城寺の狸囃子』発表
- 1936年（昭和11年）4月1日 — 木更津港北側を埋め立て海軍航空隊を設置
- 1942年（昭和17年）11月3日 — 市制開始。全国で197番目、県下で6番目の市となる。当時の人口は33,817人
- 1947年（昭和22年）1月1日 — 千葉刑務所木更津刑務支所の受刑者12人が職員を舎房に閉じ込めた上で脱走。逮捕できず[10]。
- 1948年（昭和23年）8月14日 — 第1回港まつり開催
- 1965年（昭和40年）4月1日 — 木更津港 - 川崎港および木更津港 - 横浜港（1972年廃止）のカーフェリーが就航
- 1968年（昭和43年）
  - 4月17日 — 木更津港が港湾法に基づき、重要港湾に指定
  - 7月11日 — 房総西線（現・内房線）蘇我駅 - 木更津駅間が電化
- 1970年（昭和45年）3月18日 — 房総西線楢葉駅（現・袖ケ浦駅） - 木更津駅間が複線化。24日には君津駅まで複線化
- 1972年（昭和47年）
  - 7月15日 — 房総西線が内房線に改称。特急さざなみおよび総武快速線直通列車が運行開始
  - 11月 — 木更津市役所潮見庁舎（前庁舎）完成、供用開始。
- 1974年（昭和49年）1月20日 — 笹子地内の休耕田から出火。山林に延焼して山火事となった[11]。
- 1975年（昭和50年）5月 — 中の島大橋完成
- 1976年（昭和51年）9月10日 — 市の人口が10万人を超す。千葉県で9番目の10万人都市となる
- 1988年（昭和63年）3月 — 木更津駅西口にアインスビル（現・スパークルシティ木更津）が開業、旧ビルから移ったサカモトそごう（木更津そごう）を核テナントとし営業を開始
- 1990年（平成2年）3月10日 — 京葉線が東京駅まで全線開業したことで京葉線直通列車が運行を開始し、特急さざなみが京葉線経由に
- 1992年（平成4年）3月
  - 「木更津業務核都市基本構想」が同意され、木更津市が業務核都市に位置づけられる。
  - きみさらづタワーが完成
- 1997年（平成9年）2月 — かずさアカデミアパークの中核施設「かずさアカデミアセンター（かずさアーク）」が開設
- 1997年（平成9年）12月18日 — 東京湾アクアライン開通。それに伴いカーフェリー木更津 - 川崎航路が廃止する
- 1999年（平成11年）7月12日 — 国際会議観光都市に認定
- 2000年（平成12年）7月13日 — アインスビルの木更津そごうが閉店
- 2002年（平成14年）1月18日 — 木更津キャッツアイがTBS系列で放送開始
- 2004年（平成16年）4月28日 — アインスビルが「アクア木更津」として営業開始
- 2009年（平成21年）8月1日 — 社会実験として東京湾アクアラインでETC普通車の通行料が800円に
- 2011年  (平成23年)  
  - 3月 — 木更津市の出資となるが、JR東日本と木更津市との間で、巌根駅のホームの延伸などの設備改良をした後に快速列車の停車の合意がされたが、東日本大震災の影響で設備改良が延期となった
  - 4月2日 — 鳳神ヤツルギが千葉テレビで放送開始（同4月1日、市長よりご当地ヒーロー認定を受ける[12]）
- 2012年（平成24年）4月13日 — 金田地区に三井アウトレットパーク 木更津がオープン（2014年7月17日に、第2期拡張部オープンし全248店舗に）
- 2012年（平成24年）7月2日 — 市制70周年を記念して市のマスコットキャラクター「きさポン」が誕生[13][14]。
- 2015年（平成27年）
  - 3月14日 — 巌根駅が設備改良を伴わず京葉線快速列車の停車を実現。しかし、総武線快速列車はホームの延伸工事を行っていないため実現されていない
  - 9月24日 — 市役所庁舎移転[15]。駅前庁舎と朝日庁舎に分散される。新庁舎は、当初2020年を目処に建設の見込みであったが、資材など建設費の高騰により延期となっている。
- 2016年（平成28年）7月1日 — 金田地区のアウトレットに隣接するエリアに木更津かんらんしゃパークKISARAPIAがオープン
- 2020年（令和2年） — コストコ木更津倉庫店が開業
- 2022年（令和4年）8月 — コストコ日本法人の本社機能を川崎倉庫店から移転

### 伝承
木更津市には倭建命と源頼朝に関連する伝承が伝えられている。『古事記』や『日本書紀』、『風土記』の一説において倭建命伝説が扱われており、木更津市は倭建命が上総国に渡る場面の舞台として記されている。源頼朝伝説は、源頼朝が伊豆で挙兵したものの平氏との合戦に敗れて安房国に逃れ、房総半島の諸勢力の力を得て再起したという歴史的経緯の中から派生したものである。また、童謡『証城寺の狸囃子』のモチーフとなった、市内の證誠寺に伝わる『證誠寺の狸伝説』が知られている。
倭建命の東征
倭建命の東国征伐のこと。船で上総国に渡ろうとした時に一行は海上で嵐に襲われる。そして倭建命の妻、弟橘姫は海に身を投じることで嵐を静めようとする。弟橘姫の祈りが通じたのか嵐が収まり一行は無事に上総国に渡ることができた。それから倭建命はこの地にしばらく留まり弟橘姫のことを思って歌にした。
この歌の一節君さらずが転じて、木更津という地名となったと伝えられている。
市には吾妻という地名があるが、倭建命が弟橘姫を偲んで「吾妻はや（我が妻よ）」と言った故事に由来するとされている。市内には吾妻神社という神社が存在し倭建命と弟橘姫が祀られている。またこの地域には吾妻、我妻を姓とする人がおり、これも倭建命伝説に由来しているとされている。
源頼朝伝説
石橋山の戦いで平家に敗れた源頼朝がこの地方に立ち寄った際に見かけた竹林があまりにも立派だったため、この竹を源氏の旗竿にすることにした。以降この地を「旗竿村」と呼ぶようになった。伝承では波岡地区の畑沢という地名はこの旗竿村に由来するとされている。また、鎌足地区の草敷という地名についても頼朝が刈草を敷いて休息をとったという言い伝えが元になっている。
源頼朝が鎌倉幕府開府にあたり、市内の八剱八幡神社に神領を寄進して社殿を造営したという伝えがある。
證誠寺の狸伝説
市内の證誠寺に伝わる伝説で、童謡『証城寺の狸囃子』はこの伝説を元に作られた。童謡は『しょ しょしょうじょう寺〜♪』と軽快なリズムの明るい曲だが、昔話として伝わる狸伝説は「秋の夜に和尚と何十匹もの狸が寺の庭で囃子合戦をした挙句、夜が明けたら調子を取っていた狸の親分が腹を破いて死んでいた」という面白くも悲しい話である。

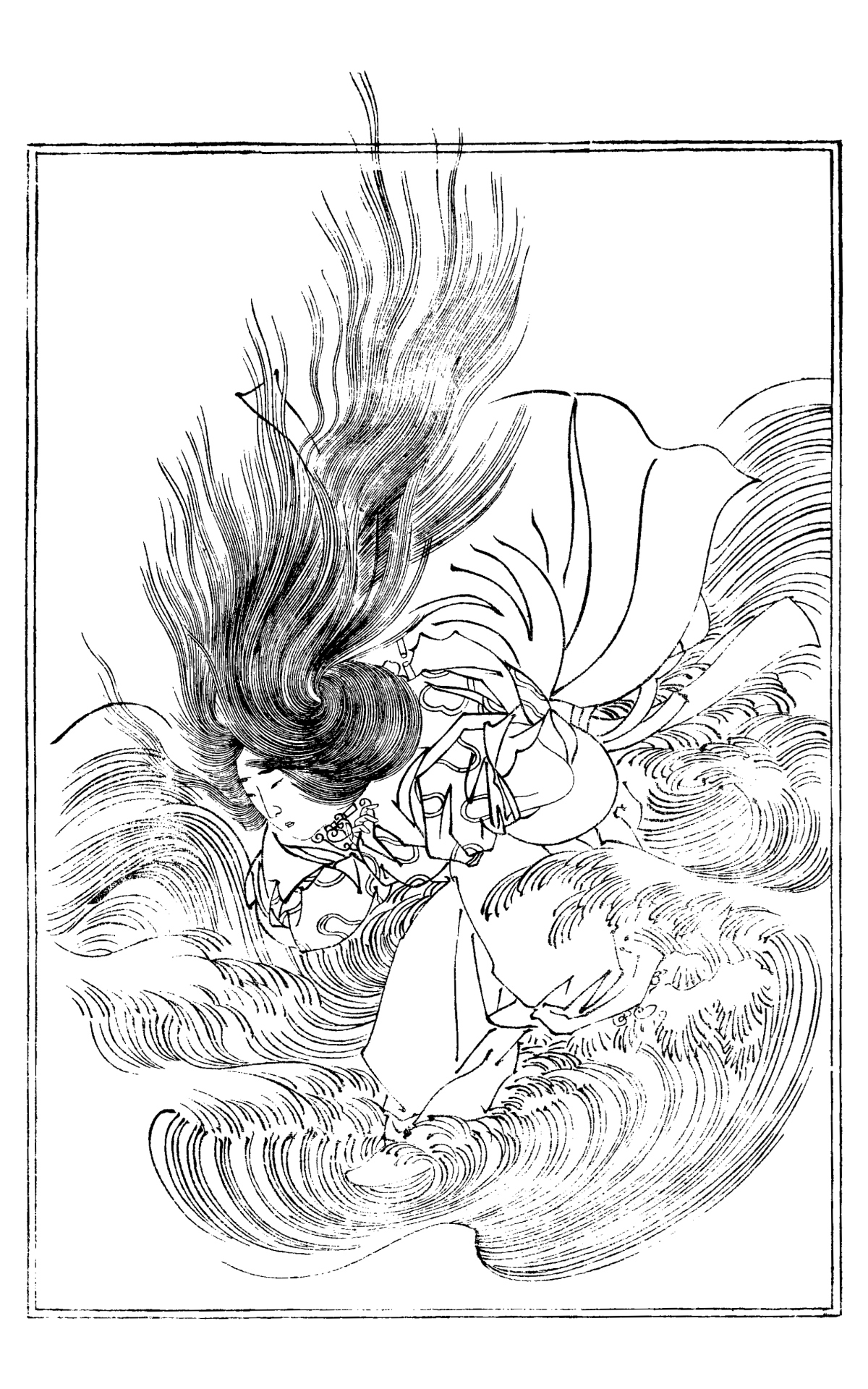
弟橘媛（『前賢故実』より）
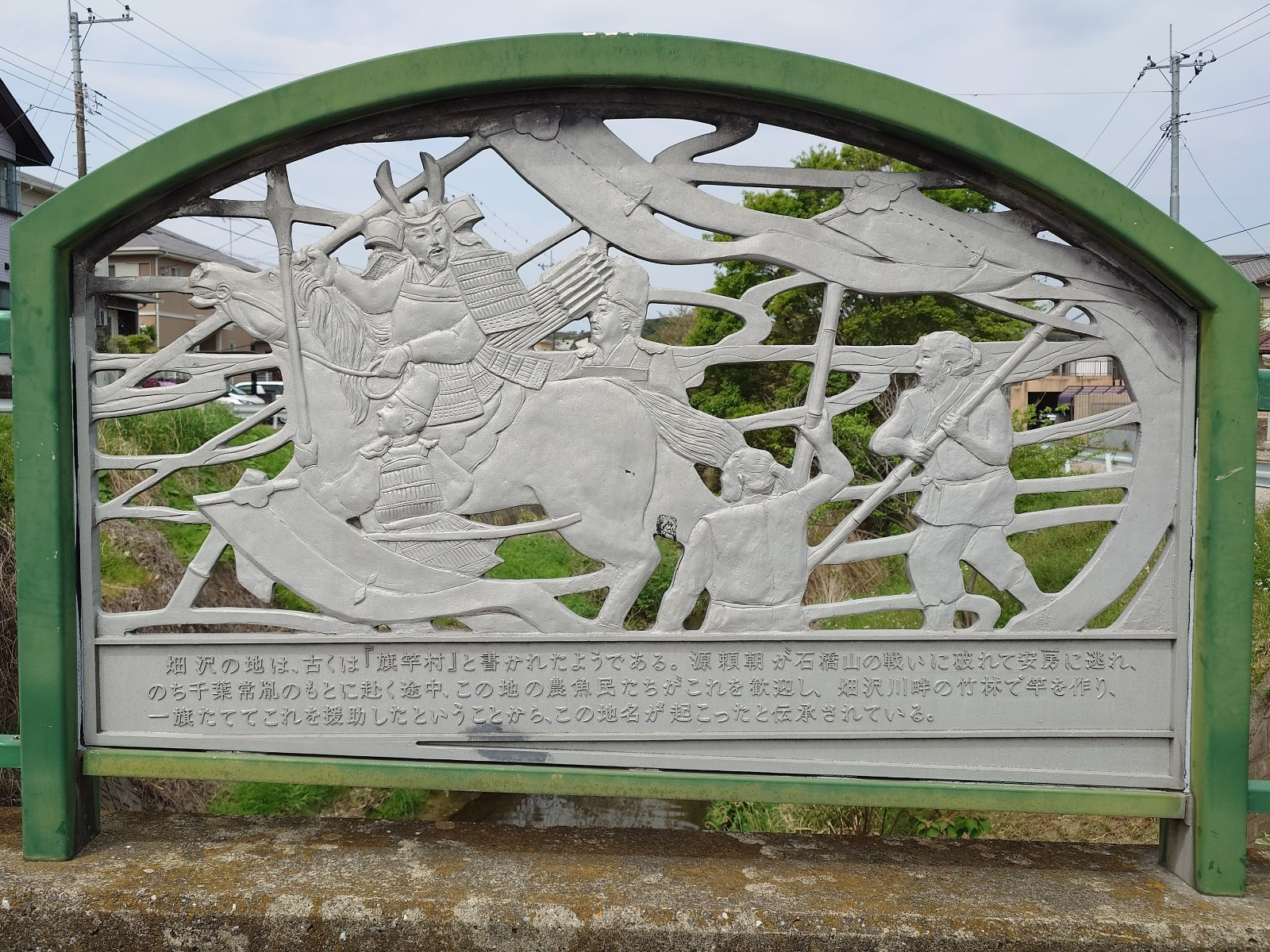
畑沢川にかかる橋に掲げられた 源頼朝伝説にまつわる銘板
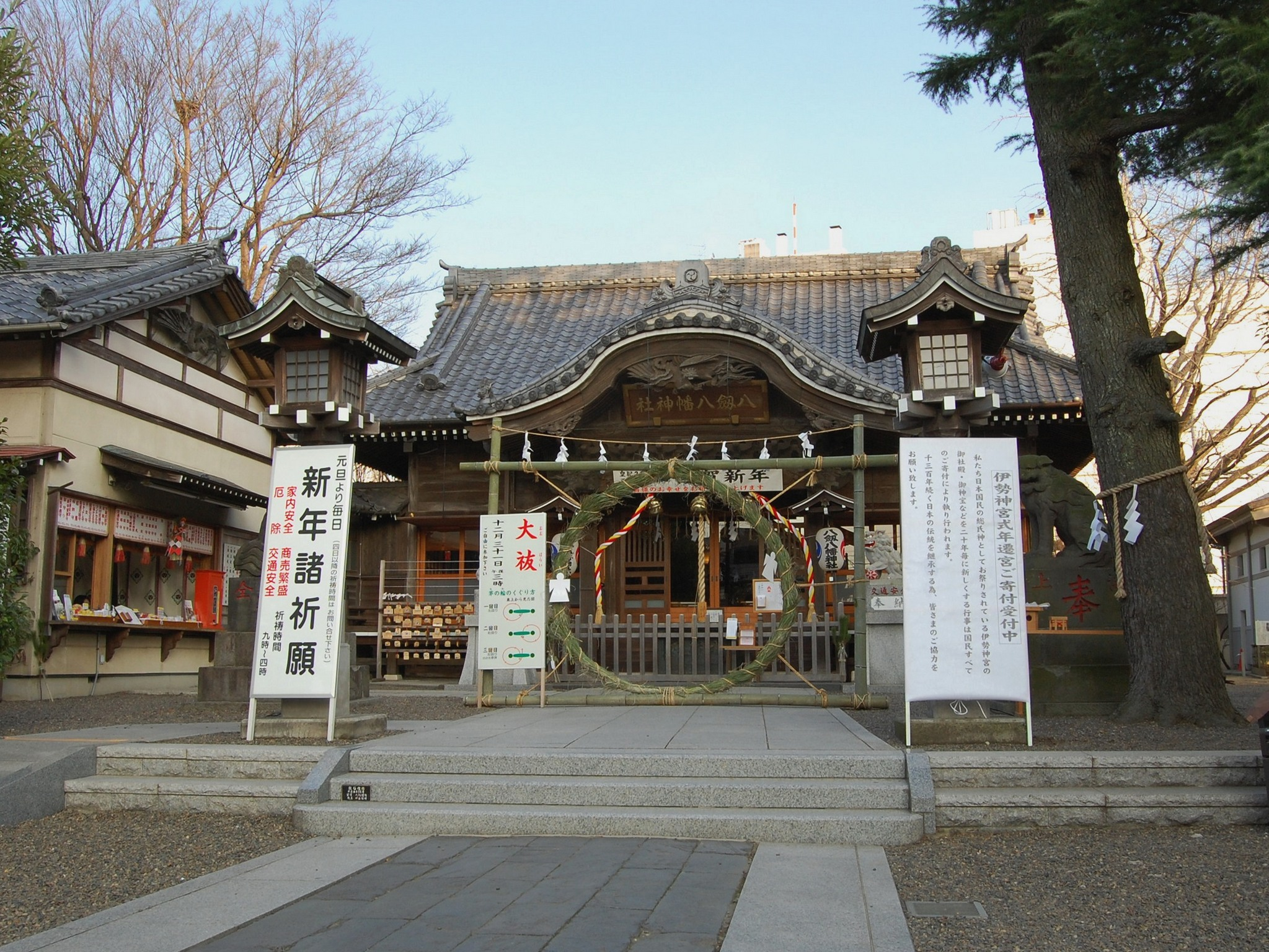
八剱八幡神社

## 人口
市制施行された当初はおよそ3万人の人口であった。市制開始以降は近隣の町村との合併により人口増加を続け、富来田町と合併した時点で人口が86,335人となる。1960年代に入ると県内では内房地域の市町村を中心に、海岸線を埋め立て工業地として整備し、重化学工業メーカーが進出する。木更津市においても関連企業の転勤者およびその家族が転入し人口が著しく増加する。1976年（昭和51年） には人口10万人を突破し県内で9番目の10万人都市となり、1985年（昭和60年）には人口12万人を超えた。バブル崩壊で一時的に人口が減少に転じたが、1997年（平成9年）を底として反転増加傾向を見せている。特に2000年代終わり以降、東京湾アクアラインの通行料金値下げ、大型商業施設の開業、新たな宅地造成が進んだこともあり、近隣自治体などから移住者が増え、約10 ％人口が増加する要因となった。
| 人口推移（各年10月1日現在） | 人口推移（各年10月1日現在） | 人口推移（各年10月1日現在） | 人口推移（各年10月1日現在） | 人口推移（各年10月1日現在） |
| --------------------------- | --------------------------- | --------------------------- | --------------------------- | --------------------------- |
| 年次                        |                             |                             |                             | 人口 [人]                   |
| 1942年（市制開始）          | 1942年（市制開始）          |                             | 33,817                      | 33,817                      |
| 1950年                      | 1950年                      |                             | 37,901                      | 37,901                      |
| 1955年                      | 1955年                      |                             | 51,741                      | 51,741                      |
| 1960年                      | 1960年                      |                             | 52,689                      | 52,689                      |
| 1965年                      | 1965年                      |                             | 54,928                      | 54,928                      |
| 1970年                      | 1970年                      |                             | 73,319                      | 73,319                      |
| 1975年                      | 1975年                      |                             | 96,840                      | 96,840                      |
| 1976年（10万人突破）        | 1976年（10万人突破）        |                             | 100,132                     | 100,132                     |
| 1980年                      | 1980年                      |                             | 110,711                     | 110,711                     |
| 1985年                      | 1985年                      |                             | 120,201                     | 120,201                     |
| 1990年                      | 1990年                      |                             | 123,433                     | 123,433                     |
| 1995年                      | 1995年                      |                             | 123,499                     | 123,499                     |
| 2000年                      | 2000年                      |                             | 122,768                     | 122,768                     |
| 2005年                      | 2005年                      |                             | 122,234                     | 122,234                     |
| 2010年                      | 2010年                      |                             | 129,312                     | 129,312                     |
| 2015年                      | 2015年                      |                             | 134,141                     | 134,141                     |

人口構成
平成27年国勢調査より前回調査からの人口増減を見ると、3.73％増の134,141人であり、増減率は千葉県下54市町村中3位、60行政区域中4位。
| |                                          |  |
| 木更津市と全国の年齢別人口分布（2005年） | 木更津市の年齢・男女別人口分布（2005年） |  |
| ■紫色 ― 木更津市 ■緑色 ― 日本全国 | ■青色 ― 男性 ■赤色 ― 女性                |  |
| 木更津市（に相当する地域）の人口の推移 \| 1970年（昭和45年） \| 79,956人 \| \| \| 1975年（昭和50年） \| 96,840人 \| \| \| 1980年（昭和55年） \| 110,711人 \| \| \| 1985年（昭和60年） \| 120,201人 \| \| \| 1990年（平成2年） \| 123,433人 \| \| \| 1995年（平成7年） \| 123,499人 \| \| \| 2000年（平成12年） \| 122,768人 \| \| \| 2005年（平成17年） \| 122,234人 \| \| \| 2010年（平成22年） \| 129,312人 \| \| \| 2015年（平成27年） \| 134,141人 \| \| \| 2020年（令和2年） \| 136,166人 \| \| |                                          |  |
| 総務省統計局 国勢調査より |                                          |  |
| 1970年（昭和45年） | 79,956人                                 |  |
| 1975年（昭和50年） | 96,840人                                 |  |
| 1980年（昭和55年） | 110,711人                                |  |
| 1985年（昭和60年） | 120,201人                                |  |
| 1990年（平成2年） | 123,433人                                |  |
| 1995年（平成7年） | 123,499人                                |  |
| 2000年（平成12年） | 122,768人                                |  |
| 2005年（平成17年） | 122,234人                                |  |
| 2010年（平成22年） | 129,312人                                |  |
| 2015年（平成27年） | 134,141人                                |  |
| 2020年（令和2年） | 136,166人                                |  |

## 行政

### 市長
- 市長：渡辺芳邦（2014年3月31日就任、3期目）

歴代市長
| 代   | 氏名       | 就任日         | 退任日        | 備考                                                 |
| ---- | ---------- | -------------- | ------------- | ---------------------------------------------------- |
| 初代 | 石川善之助 | 1943年3月11日  | 1946年11月6日 |                                                      |
| 2代  | 山崎直     | 1946年11月12日 | 1955年4月2日  |                                                      |
| 3代  | 浜名儀三   | 1955年5月1日   | 1963年4月30日 |                                                      |
| 4代  | 荻原孫太郎 | 1963年5月1日   | 1967年4月30日 |                                                      |
| 5代  | 北見日吉   | 1967年5月1日   | 1979年4月30日 |                                                      |
| 6代  | 石川昌     | 1979年5月1日   | 1995年4月30日 | 初代市長の石川善之助の子                             |
| 7代  | 須田勝勇   | 1995年5月1日   | 2002年2月20日 | 税金滞納および指定暴力団からの借金問題により引責辞任 |
| 8代  | 水越勇雄   | 2002年3月31日  | 2014年3月30日 |                                                      |
| 9代  | 渡辺芳邦   | 2014年3月31日  | 現職          |                                                      |

### 行政区域変遷
現在の木更津市は1942年に新設合併で誕生したものである。それ以前の木更津町については当該項目を参照。
- 1942年（昭和17年）11月3日 - 君津郡木更津町、巖根村、清川村、波岡村が合併のうえ市制施行して本市を新設。
- 1944年（昭和19年）11月3日 - 鎌足村を編入。
- 1955年（昭和30年）
  - 2月11日 - 金田村を編入。
  - 3月1日 - 中郷村を編入。
- 1971年（昭和46年）9月30日 - 富来田町を編入。現在の市域となる。

|                |   |                |                |                |                |                |                |                |                |                |                |                |          |          |          |          |
| 望陀郡木更津町 | A | 君津郡木更津町 | 君津郡木更津町 | 君津郡木更津町 | C              | 木更津市       | 木更津市       | 木更津市       | 木更津市       | 木更津市       | 木更津市       | 木更津市       | 木更津市 | 木更津市 | 木更津市 | 木更津市 |
| 望陀郡真舟村   | A | 君津郡真舟村   | B              |                | C              | 木更津市       | 木更津市       | 木更津市       | 木更津市       | 木更津市       | 木更津市       | 木更津市       | 木更津市 | 木更津市 | 木更津市 | 木更津市 |
| 望陀郡巖根村   | A | 君津郡巖根村   | 君津郡巖根村   | 君津郡巖根村   | C              | 木更津市       | 木更津市       | 木更津市       | 木更津市       | 木更津市       | 木更津市       | 木更津市       | 木更津市 | 木更津市 | 木更津市 | 木更津市 |
| 望陀郡清川村   | A | 君津郡清川村   | 君津郡清川村   | 君津郡清川村   | C              | 木更津市       | 木更津市       | 木更津市       | 木更津市       | 木更津市       | 木更津市       | 木更津市       | 木更津市 | 木更津市 | 木更津市 | 木更津市 |
| 周淮郡波岡村   | A | 君津郡波岡村   | 君津郡波岡村   | 君津郡波岡村   | C              | 木更津市       | 木更津市       | 木更津市       | 木更津市       | 木更津市       | 木更津市       | 木更津市       | 木更津市 | 木更津市 | 木更津市 | 木更津市 |
| 望陀郡鎌足村   | A | 君津郡鎌足村   | 君津郡鎌足村   | 君津郡鎌足村   | 君津郡鎌足村   | 君津郡鎌足村   | D              |                |                |                |                |                |          |          |          |          |
| 望陀郡金田村   | A | 君津郡金田村   | 君津郡金田村   | 君津郡金田村   | 君津郡金田村   | 君津郡金田村   | 君津郡金田村   | 君津郡金田村   | E              |                |                |                |          |          |          |          |
| 望陀郡中郷村   | A | 君津郡中郷村   | 君津郡中郷村   | 君津郡中郷村   | 君津郡中郷村   | 君津郡中郷村   | 君津郡中郷村   | 君津郡中郷村   | 君津郡中郷村   | 君津郡中郷村   | F              |                |          |          |          |          |
| 望陀郡馬来田村 | A | 君津郡馬来田村 | 君津郡馬来田村 | 君津郡馬来田村 | 君津郡馬来田村 | 君津郡馬来田村 | 君津郡馬来田村 | 君津郡馬来田村 | 君津郡馬来田村 | 君津郡馬来田村 | 君津郡馬来田村 | 君津郡馬来田村 | G        | 富来田町 | H        |          |
| 望陀郡富岡村   | A | 君津郡富岡村▲  | 君津郡富岡村▲  | 君津郡富岡村▲  | 君津郡富岡村▲  | 君津郡富岡村▲  | 君津郡富岡村▲  | 君津郡富岡村▲  | 君津郡富岡村▲  | 君津郡富岡村▲  | 君津郡富岡村▲  | 君津郡富岡村▲  | G        | 富来田町 | H        |          |
| 望陀郡富岡村   | A | 君津郡富岡村▲  | 君津郡富岡村▲  | 君津郡富岡村▲  | 君津郡富岡村▲  | 君津郡富岡村▲  | 君津郡富岡村▲  | 君津郡富岡村▲  | 君津郡富岡村▲  | 君津郡富岡村▲  | 君津郡富岡村▲  | 君津郡富岡村▲  | G        |          |          |          |
|                |   |                |                |                |                |                |                |                |                |                |                |                |          |          |          |          |

### 政策
木更津業務核都市基本構想
東京圏への一極集中を打開し大都市問題を解決する目的のため、東京圏近郊都市の中から地域の広域中心都市となるべき都市を業務核都市として指定し、東京都の持つ業務機能や商業、医療等といった諸機能を請負い、担うための整備・育成を行う。「第4次首都圏基本計画」（1986年6月決定）により、千葉県では千葉市、成田市・千葉ニュータウン、木更津市の3地域が業務核都市として位置付けられる。「第5次首都圏基本計画」（1999年3月）では新たに「分散型ネットワーク構想」が方針に盛り込まれ、柏市を含めた4地域について広域連携拠点としての整備を進める。
1992年3月には、多極分散型国土形成促進法に基づき策定された、木更津業務核都市基本構想が承認を受ける。その概要は次の通り。
- 県南地域の広域中心都市として認知されると共に、業務核都市としての形成を行う
- 東京湾アクアラインや首都圏中央連絡自動車道（圏央道）により、交通網を整備・強化して他の業務核都市との連携を図る
- 木更津駅、木更津港を中心とする市街地を木更津都心地区（約195 ha）として、商業、金融、医療等の諸機能の集約し、業務核都市の中心地区として整備を行う
- かずさ鎌足に整備された、かずさアカデミアパーク地区（約278 ha）を中心に研究施設や学術施設、国際会議施設など複合機能を有した施設を集約して、国際水準に対応した研究開発拠点の機能を有する

### 財政
平成19年度 - 27年度までの一般会計決算規模の推移（縦軸単位：[億円]）
- 歳入
- 歳出

平成19年度 - 27年度までの実質収支額の推移（縦軸単位：[億円]）
平成26年度財政状況指数
- 財政指標
  - 標準財政規模 ： 243億4760万5千円
  - 財政力指数 ： 0.82（類似団体内平均値：0.74）
  - 経常収支比率 ： 92.2[％]（類似団体内平均値：90.8[％]）
  - 公債費負担比率 ： 9.6[％]
  - 実質収支比率 ： 7.6[％]
- 健全化判断比率
  - 実質赤字比率 ： －[％]
  - 連結実質赤字比率 ： －[％]
  - 実質公債費比率 ： 3.0[％]
  - 将来負担比率 ： 46.4[％]
- 職員の給与水準
  - ラスパイレス指数 ： 100.7（類似団体内平均値：99.2）

### 行政機関
市役所
1972年より潮見1丁目に市庁舎が所在していたが、老朽化に伴う耐震強度に問題があり大規模地震で倒壊する危険があるため、庁舎を取り壊して新庁舎を建設する計画が立てられている。

前庁舎は耐震性の問題により使用不可となり、2015年9月より、駅前庁舎（スパークルシティ木更津7階と8階）と朝日庁舎（イオンタウン木更津朝日2階）を仮庁舎として業務が行われている。旧庁舎の各部署は仮庁舎に分散して移転されているため、仮庁舎2施設とも本庁舎という扱いである。

市民や民間業者が各種手続を行う部署は概ね朝日庁舎に集約されている。
- 木更津市役所
  - 駅前庁舎（仮庁舎）
  - 朝日庁舎（仮庁舎）

警察
- 警察署
  - 木更津警察署（管轄：木更津市、袖ケ浦市）
- 自動車警ら隊木更津方面隊 ※27年新設

交番・駐在所
- 岩根駅前交番
- 小浜交番
- 木更津駅前交番
- 清見台交番
- 長須賀交番

- 江川駐在所
- 金田駐在所
- 桜井駐在所
- 中郷駐在所
- 波岡駐在所
- 馬来田駐在所

消防
- 木更津市消防本部（管轄：木更津市）

- 消防署本署
- 長須賀分署
- 富来田分署
- 金田分署

- 高柳出張所
- 波岡出張所
- 清川出張所

税務署
- 木更津税務署

### 司法

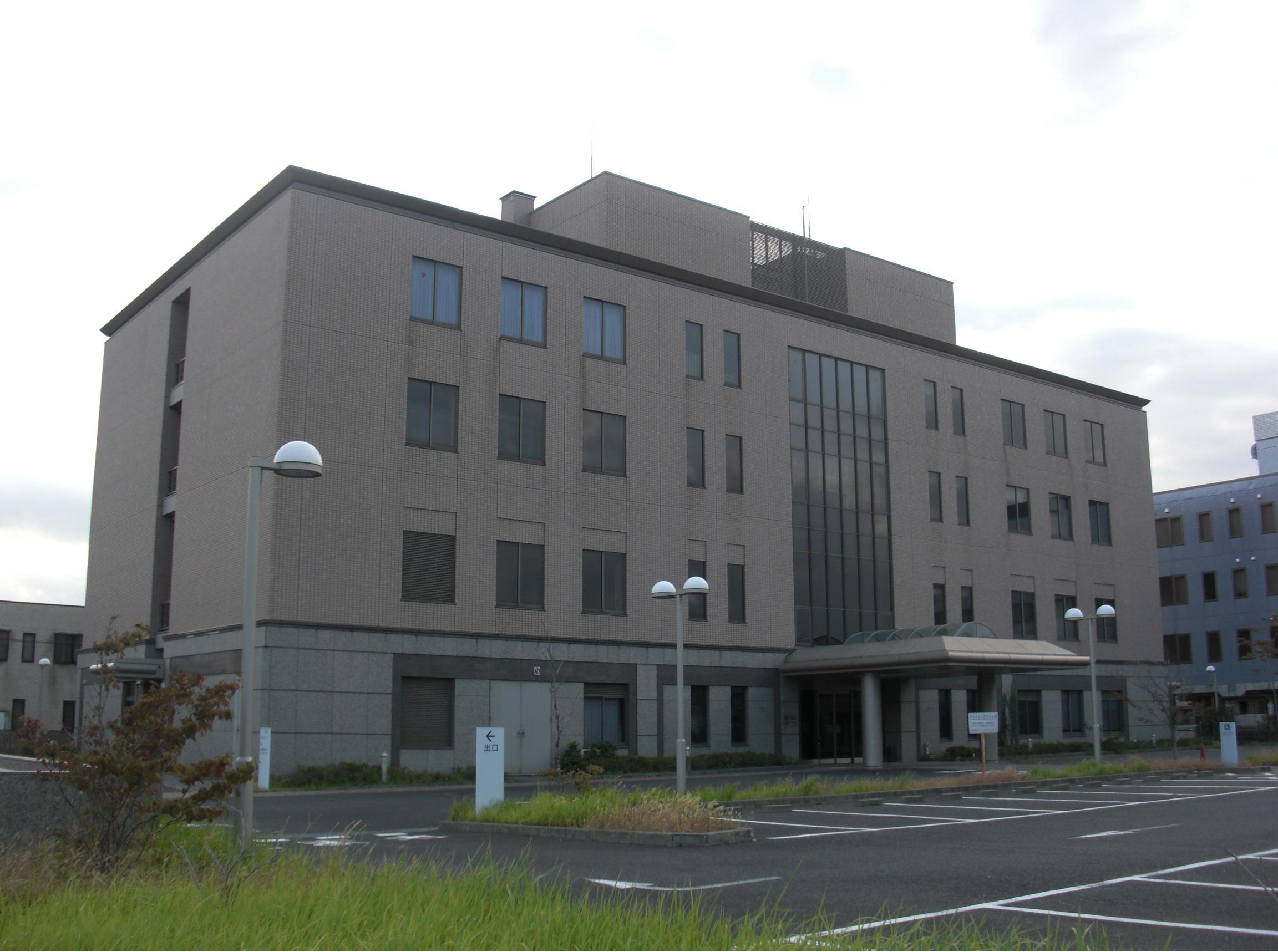
木更津簡易裁判所

木更津市新田に千葉地方裁判所および千葉家庭裁判所それぞれの木更津支部が設置されており、また木更津簡易裁判所も設置されている。千葉地方裁判所木更津支部は内房地域と外房地域の一部を管轄しており、管内で発生した民事訴訟、刑事訴訟の合議事件を取り扱う。単独事件は館山、一宮の各支部でも扱う。千葉家庭裁判所木更津支部では家事審判および少年審判、及び人事訴訟を取り扱う。千葉地方検察庁の木更津支部（と木更津区検察庁）も設置されている。木更津拘置支所もある。
司法機関
- 地方裁判所
  - 千葉地方裁判所 木更津支部（管轄：内房地域）
  - 木更津簡易裁判所
- 家庭裁判所
  - 千葉家庭裁判所 木更津支部（管轄：内房地域）

## 立法

### 市議会
- 定数：24名（地方自治法第91条で議員定数として定める事のできる上限数は、人口10 - 20万人の市に該当する木更津市の場合、34名迄）
- 任期：2019年（令和元年）5月1日 - 2023年（令和5年）4月30日
- 議長：近藤忍（羅針盤、7期）
- 副議長：國吉俊夫（自由民主クラブ、3期）

| 会派名         | 議席数 | 議員名（◎は代表）                                            |
| -------------- | ------ | ------------------------------------------------------------ |
| 自由民主クラブ | 6      | ◎三上和俊、石井徳亮、重城正義、斉藤高根、國吉俊夫、石井勝    |
| 羅針盤         | 5      | ◎草刈慎祐、永原利浩、鶴岡大治、近藤忍、平野卓義              |
| 公明党         | 4      | ◎渡辺厚子、佐藤修一、神蔵五月、竹内伸江                      |
| 扶桑クラブ     | 3      | ◎大村富良、石川富美代、大野俊幸                              |
| 無会派         | 6      | 堀切俊一、座親政彦、田中紀子、鈴木秀子、白坂英義、高橋てる子 |

市議会の委員会
| - 常任委員会 - 総務常任委員会 - 経済環境常任委員会 - 教育民生常任委員会 - 建設常任委員会 - 議会運営委員会 - 議会広報委員会 | - 特別委員会 - 基地対策特別委員会 - みなと木更津活性化特別委員会 - 合併調査特別委員会 - 予算審査特別委員会（必要に応じてその都度設置） - 決算審査特別委員会（必要に応じてその都度設置） |

### 千葉県議会
- 選挙区：木更津市選挙区
- 定数：2名
- 任期：2019年（平成31年）4月30日 - 2023年(令和5年）4月29日

| 氏名   | 会派名                     | 当選回数 |
| ------ | -------------------------- | -------- |
| 森岳   | 自由民主党千葉県議会委員会 | 2        |
| 高橋浩 | 立憲民主党千葉県議会議員会 | 3        |

### 衆議院
- 選挙区：千葉県第12区 （木更津市、館山市、鴨川市、君津市、富津市、袖ケ浦市、南房総市、安房郡）
- 任期 ： 2021年（令和3年）10月31日 - 2025年（令和7年）10月30日（「第48回衆議院議員総選挙」参照）

| 議員名   | 党派名     | 当選回数 | 備考   |
| -------- | ---------- | -------- | ------ |
| 浜田靖一 | 自由民主党 | 10       | 選挙区 |

## 経済

### 経済状況
木更津市の経済状況は、戦後の高度成長と共に成長し、物流拠点として最盛期には37万人の商圏人口を持つ商業都市として形成されていく。日本国内で1990年代初頭に起きたバブル崩壊により好況から不況へと暗転するが、東京湾アクアラインを中心とした都市計画により、人口の増加や市郊外に大型商業施設が開業するなどの要因から経済状況は回復し、公示地価の上昇や木更津商圏の拡大により商業都市としての地位を取り戻しつつある。

### 経済推移

#### 戦中 - 高度成長期
太平洋戦争中は軍関連の施設が存在したこともあり、その施設関係者と工員が移住したことによって人口が増加し、木更津は軍都として発展する。戦後の高度経済成長期には千葉県の内房地域が京葉工業地帯として発展する経緯の中、市の臨海部では埋立が行われ木更津港が工業港として整備され、隣の君津市には八幡製鐵（現日本製鉄）の 君津製鐵所が誘致される。君津市と接する波岡地区を中心に宅地整備が行われ、製鉄所関係者およびその家族が移住し人口が著しく増加する。人口増加を契機に経済活動が活発になり、木更津駅前には大手販売店であるそごうやダイエー、西友などが進出し、木更津市を中心とする木更津商圏が形成され、県南地域の商業都市として発展する。

#### 安定成長期
1980年代に入ると、千葉県として千葉新産業三角構想が策定され、木更津市はかずさアカデミアパーク構想の母都市（他に君津市、袖ケ浦市、富津市を含む）に位置付けられる。この構想により鎌足地区の丘陵地帯は研究開発拠点の整備が行われ、民間を中心とする研究機関の誘致活動を開始する。また、国の政策として首都圏の大都市問題緩和を目的とする木更津業務核都市構想が計画される。歴史的経緯において、明治維新期に木更津県県庁が存在した事、県南部の経済の中心として認識されている事、かずさアカデミアパーク構想によって、木更津市は業務核都市として整備が行われる。
業務核都市構想の一環には東京湾横断道路（現・東京湾アクアライン）建設が計画に含まれる。東京湾横断道路建設にあたり、当初の事業計画では対岸の川崎市や横浜市、東京など京浜地区との交通の便が良くなる事で人の交流や物流が頻繁となって経済活動に好影響を与えると予想され、住宅購入者の増加や企業進出の増加などが見込まれていた。

#### バブル崩壊

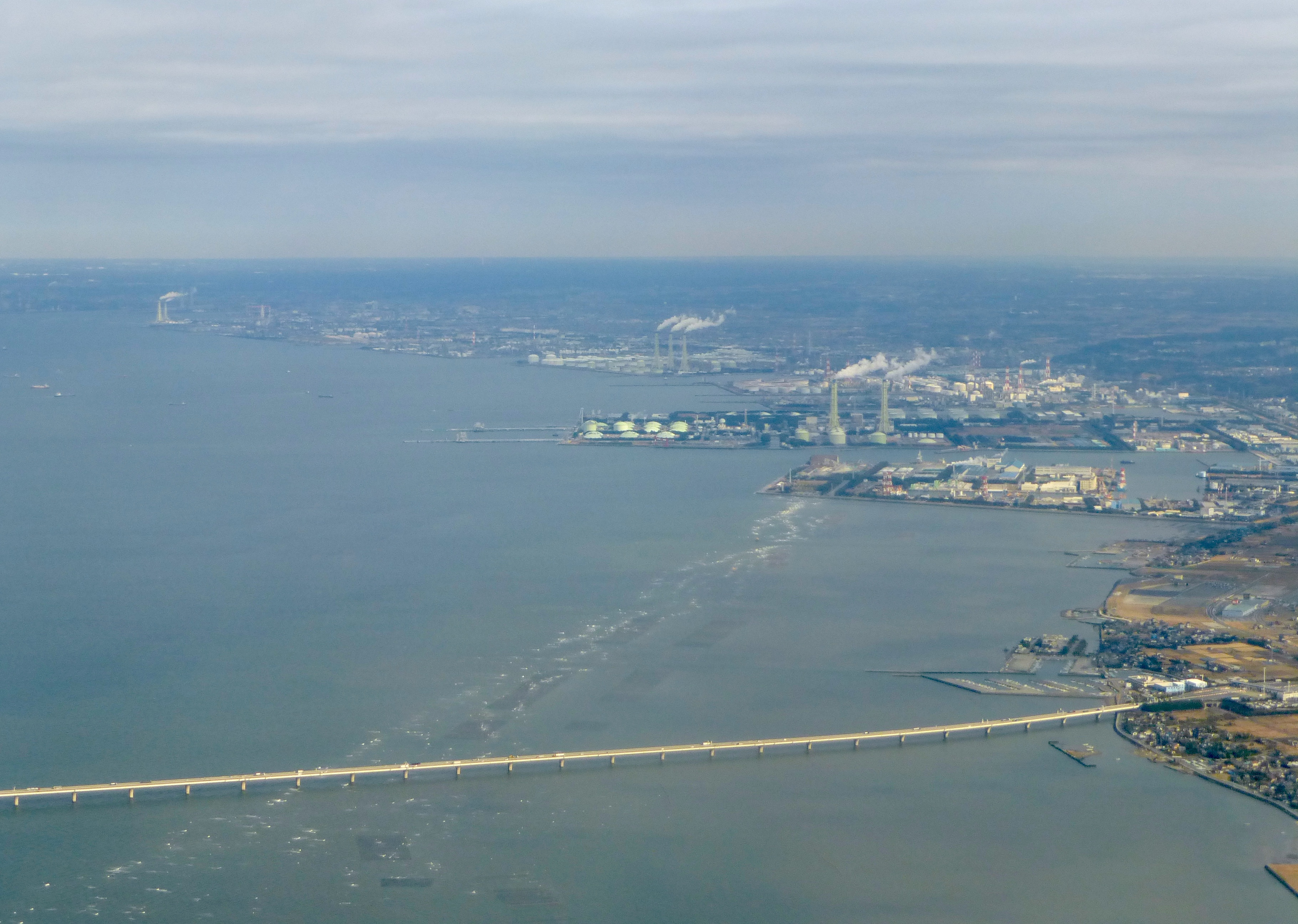
木更津側の東京湾アクアラインの架橋部分

1997年に東京湾アクアラインが開通。当初アクアラインの交通量は2万5千台/日と予想していたが、実際に開通した結果は1万台/日と予想を大きく下回る。期待されていたかずさアカデミアパークや宅地造成地の計画や東京のベッドタウンとしての需要がほとんど発生せず、むしろストロー効果が生じ流出面が顕著になった。商圏人口が37万人から12万人に減少、商圏の吸引力低下により商業中心都市から準商業中心都市に格下げられる。結果、木更津市は対岸の京浜地区と県南部の通過点となってしまう。
バブル崩壊による国内の景気低迷の影響により、東京湾横断道路完成を見越して上昇傾向にあった駅前商店街の地価は、1991年のピークを境に著しく下落。1999年から2003年にかけて東京圏における地価下落率の1位となる。また商業地域への影響は大きく、駅前からそごうやダイエー、西友等の大型店舗が相次いで撤退した事で、集客力を失った駅前商店街では閉店する店舗が続出する。

そごう撤退後のアインスビル（現・スパークルシティ木更津）には、8階の空フロアに市民の企業活動支援を目的としたチャレンジセンター「Let's木更津」や、情報通信環境を備えた共同利用型のテレワークセンターを開設し地域活性化に向けた活動が行われ、2004年4月に「アクア木更津」という新名称で再オープンした。しかし、2009年にビルの運営・管理を行っていた日本総合企画が倒産したため、翌2010年に市はビルを有限会社金剛山に売却し、2015年9月に「スパークルシティ木更津」としてリニューアルオープンさせた。また、既存市街地の商業施設活性化を目的として、2018年からは電子地域通貨のアクアコインが導入されている

#### 東京湾アクアライン値下げ経済効果

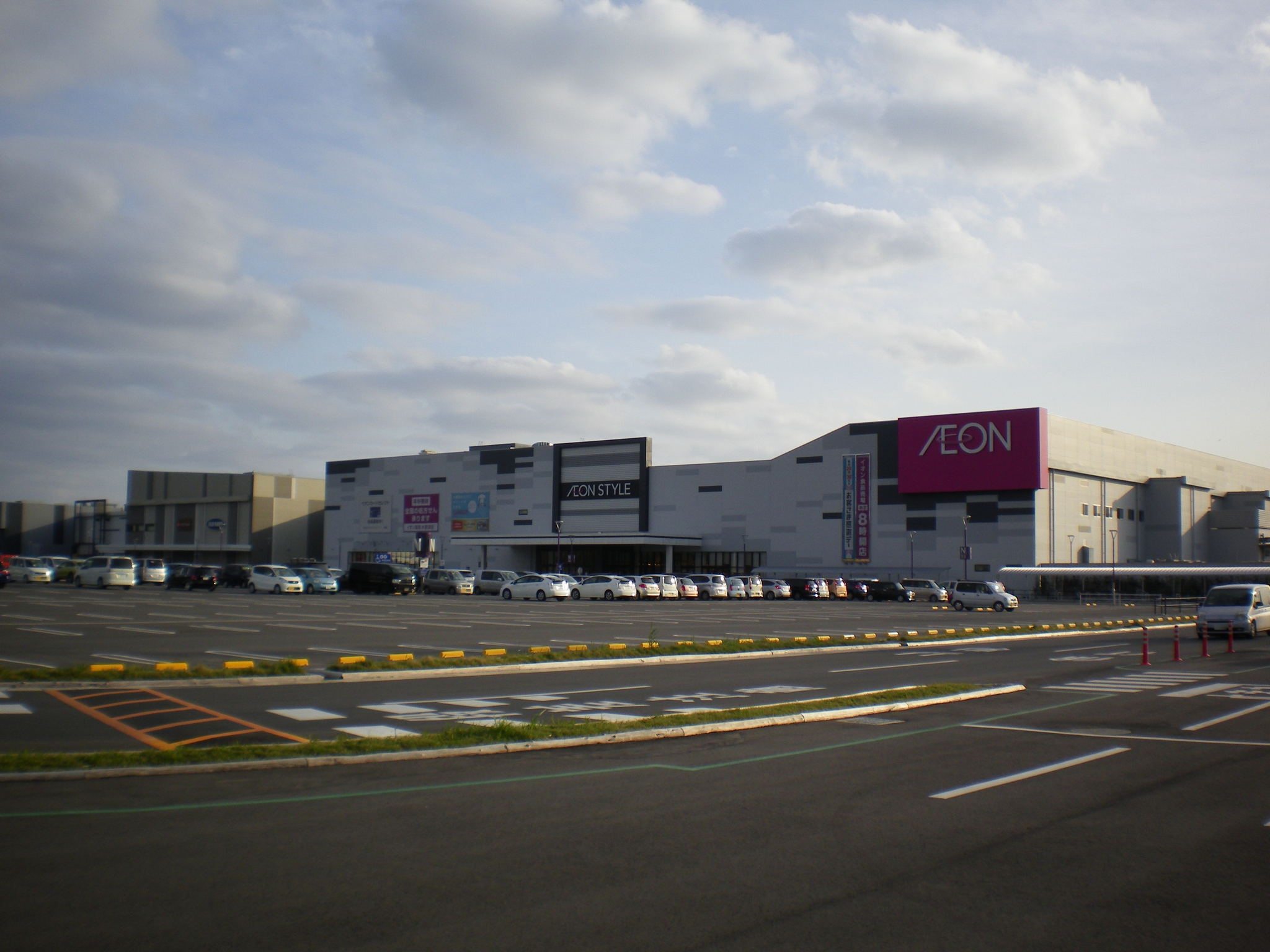
イオンモール木更津

2009年（平成21年）4月に千葉県知事に就任した森田健作の選挙公約に基づき、同年8月1日から千葉県側の負担をもとにETCによる通行料を普通車800円にする社会実験が開始された。千葉県商工労働部観光課が調査している『観光客の入込動向調査の報告（平成22年観光客の入込動向について）』によれば「平成22年（2010年）と実験開始前の平成20年（2008年）の観光入込客数を比較すると安房地域で+9.7 %（+1,078人）、君津地域で+18.1 %（+2,426人）増加した」と報告されており、アクアラインの値下げ効果があったという見解が示されている。2010年7月の「第57回九都県市首脳会議」および2010年6月の「平成22年度定例第一回（春）関東地方知事会議」それぞれの合意に基づき、内閣府、財務省、国土交通省に対して『東京湾アクアラインの料金に関する要望』が提出された。要望書では「実験開始以降のアクアライン交通量が1.5 - 2.0倍の増加が見られ、首都圏の人・物の動きが活発化し、経済活性化などの効果が出始めている。そのため、首都圏の高速道路の料金体制の見直し、特に2011年（平成23年）以降も国策としてアクアラインの料金引き下げを継続すること」を挙げている。
1998年（平成10年）千葉県およびUR都市機構による「金田地区土地区画整理事業（かずさアクアシティ）」が事業認可され、アクアライン着岸地である市北部の金田地区に、高速バスターミナル、商業、業務、流通、文化及びレジャーなどの施設や、多様なライフスタイルに対応した住宅地が調和した多機能複合型の都市として造成が進められた。2012年（平成24年）4月に大型ショッピングモールの三井アウトレットパーク 木更津が開業したのを皮切りに、ベイシア（2012年7月）、カインズホーム（2012年12月）、東京インテリア家具（2013年2月）、コストコ（2020年7月）と順次開業していった。
三井アウトレットパーク木更津は段階的に面積拡大と店舗数増加が行われ、2025年夏の第4期開発完成後には日本最大のアウトレットになる見通しである。また、コストコは2022年に日本法人の本社機能を木更津市に移転している。
また、市南西部の築地地区では2014年（平成26年）10月にはイオンモール木更津が開業し、市の商業中心地はJR木更津駅周辺から、東京湾アクアラインや館山自動車道へと接続する道路沿いのロードサイド型店舗へと変化している。

#### 木更津商圏の拡大
相次ぐ大型商業施設やニュータウンの整備が行われ、バブル崩壊によって減少した地価は一気に上昇し、2013年（平成25年）から2018年（平成30年）の5年間で15.4 %の上昇を記録する。人口流入、地価上昇が好調な地域となり、今後も更なる開発が進む。
2012年頃（平成24年）の木更津商圏は準商業中心都市であったが、2018年（平成30年）には商圏が拡大したことにより商業中心都市に格上げされ、バブル崩壊前の経済状況へと戻りつつある。

### 産業
産業別就業者数の総数は60,940人であり、全体の比率の中では第3次産業が7割近くを占めている。また、分類別で就業者数上位5位を挙げると卸売業・小売業 9,139人（15.0 %）、製造業 8,324人（13.7 %）、建設業 6,310人（10.4 %）、医療・福祉 5,481人（9.0 %）、運輸・郵便 4,661人（7.6 %）の順に多い。
市内の産業別事業社数上位5位は卸売・小売業 1,386所（25.8 %）、宿泊・飲食サービス業 842所（15.7 %）、建設業 674所（12.6 %）、生活関連サービス・娯楽業 538所（10.0 ％）、医療・福祉業 294所（5.5 ％）である。
産業別従事者数（平成22年10月1日現在）
- 総数 60,940人（100 %）
  - 第1次産業 2,037人（3.3 %）
  - 第2次産業 14,690人（24.1 %）
  - 第3次産業 40,996人（67.7 %）
  - 分類不能 3,217人

事業所数（個人、会社総数）（平成21年7月1日現在）
- 総数 5,366所（100 %）
  - 第1次産業 17所（0.3 %）
  - 第2次産業 919所（17.1 %）
  - 第3次産業 4,430所（82.6 %）

#### 農業
木更津市の農業は稲作が中心であり、小櫃川流域を中心に水田が広がっている。一部では野菜や施設園芸といった都市近郊型農業に従事している農家も見られる。現在の農業情勢としては減少傾向にあり、消費者ニーズに対応した農業経営への転換、従事者の高齢化、後継者問題などの諸問題を抱えている状況である。
組合
- 木更津市農業協同組合
- 木更津袖ヶ浦熱帯村

農家数・耕地面積（平成22年2月1日現在）
- 農家数 1,669戸（農家人口 4,660人）
- 経営耕地面積 1,561 ha
  - 田 1,292 ha
  - 普通畑 213 ha
  - 果樹園 56 ha

総農家戸数 推移（各年2月1日時点）

#### 水産業
東京湾内の海岸線が埋め立てられ工業地化する中、木更津市の海岸線では遠浅の砂泥干潟が形成されていることから、浅海漁場として海苔養殖や貝類養殖が行われている。市の水産業の状況として、水産資源の減少や漁業者の高齢化や後継者不足に伴い、年々減少傾向がみられる。
市の主要漁業生産物は海苔とあさりである。2007年（平成19年）、東京湾ではあさりの外敵生物（主にカイヤドリウミグモ）が大量発生したため漁獲量が激減し、平成19年以前は1,000 t以上であったのが、平成20年以降は500 t未満に落ち込んでいる。海苔の養殖はあさりほどではないが、漁業環境の変化と海苔の養殖業者の減少により生産数は減少に推移している。
あさり・乾燥海苔生産状況（平成25年度）
- 乾燥海苔
  - 共販枚数 26,561千枚
  - 金額 254,955千円
- あさり
  - 水揚げ量 142.9 t
  - 金額 37,981千円

漁港
- 金田漁港（第一種漁港）
- 牛込漁港（第一種漁港）

#### 工業
木更津市は京葉工業地帯に含まれており、木更津港は重点港湾（重要港湾）に指定され工業港として発展する。隣接する君津市に日本製鉄の製鉄所が立地する関係で、市内には関連の企業が立地する。鎌足地区をかずさアカデミアパークとして研究開発型企業の誘致を進めている。
工業（製造業）統計（平成24年2月1日現在）
- 事業所数 84所（従業者数 3,448人）
- 製造品出荷額等 3,682億円

#### 商業
商業統計（平成24年2月1日現在）
- 商店数 1,258件（従事者数 10,004人）
  - 卸売業 店数 305件
  - 小売業 店数 953件
- 年間総販売額 2,490億円

#### 本社・本店を構える企業
- プライム (芸能プロダクション)
- かずさエフエム（コミュニティFM、83.40 MHz）
- 日東交通
- かずさ交通
- 君津信用組合
- 共栄運輸
- 共栄海運
- 房州物流
- 袖ヶ浦自動車教習所
- JID INVESTMENTS株式会社
- ソングバード (SONGBIRD)（地ビール）
- 綱島園（日本茶）
- 株式会社 一幸（寿司・創作料理）
- びびなび（地域情報ウェブサイト）
- 房総ファミリア（タウン情報誌）
- コストコホールセールジャパン[32]
- ローヴァーズ株式会社（房総ローヴァーズ木更津FC）

その他主な企業
- 製造業
  - かずさDNA研究所
  - 黒崎播磨：木更津不定形工場
  - 日鉄ケミカル&マテリアル：木更津管理室、木更津総合研究所
  - ソニーグローバルマニュファクチャリング&オペレーションズ：木更津サイト（事業所）
  - トーヨーカネツ：千葉事業所
  - ポルシェ：エクスペリエンスセンター東京
  - 八天堂：八天堂きさらづ（菓子製造業）

| - 小売業 - ショッピングモール - イオンタウン木更津朝日 - イオンタウン木更津請西 - イオンモール木更津 - スパークルシティ木更津 - 三井アウトレットパーク 木更津 - その他 - アピタ（木更津店） - いなげや（木更津請西店） - おどや（羽鳥野店） - VeryFoodsOWARIYA（木更津店・岩根店） - カインズモール（木更津金田店） - 上総の駅わくわく広場（清見台店） - かねたや（木更津店） - カワチ薬品（ほたる野店） - ケーズデンキ（木更津店） - ケーヨーデイツー（木更津店・潮見店） - G-7モール（木更津店） | - 紳士服のコナカ（木更津本店） - 精文館書店（木更津店） - せんどう（木更津店） - ダイソー（木更津太田店） - ファッションセンターしまむら（岩根店） - ベイシア（木更津金田店） - マックスバリュ（太田店） - ヤマダデンキ（Tecc LIFE SELECT 木更津請西本店・ヤマダアウトレット木更津店） - ユニクロ（木更津店） - コストコホールセール（木更津倉庫店） - 宿泊業 - オークラアカデミアパークホテル - 龍宮城スパ・ホテル三日月 - ロイヤルヒルズ木更津ビューホテル（旧：ロイヤルヒルズ八宝苑、閉館） - 東京ベイプラザホテル（旧：ホテル観月） - 木更津富士屋季眺（閉館） - 木更津ワシントンホテル - ホテルルートイン木更津 - 通信業 - ジェイコム千葉（ジェイコム木更津） - ニッポン放送 送信所 - 運輸業 - 小湊鉄道（バス事業） |

#### 金融機関
| - 三井住友銀行 - 木更津支店 - 千葉銀行 - 木更津支店 - 木更津東支店 - 千葉興業銀行 - 木更津支店 - 京葉銀行 - 木更津支店 - 千葉信用金庫 - 中央支店 - 木更津支店 - 清見台支店 - 岩根支店 - 館山信用金庫 - 木更津支店 | - 君津信用組合 - 本店 - 中央支店 - いわね支店 - ぎおん支店 - 東太田支店 - 中央労働金庫 - 木更津支店 - 木更津市農業協同組合 - 本店 - 岩根支店 - 中央支店 - 清川支店 - 真船支店 - 金田支店 - 太田支店 - 富来田支店 |

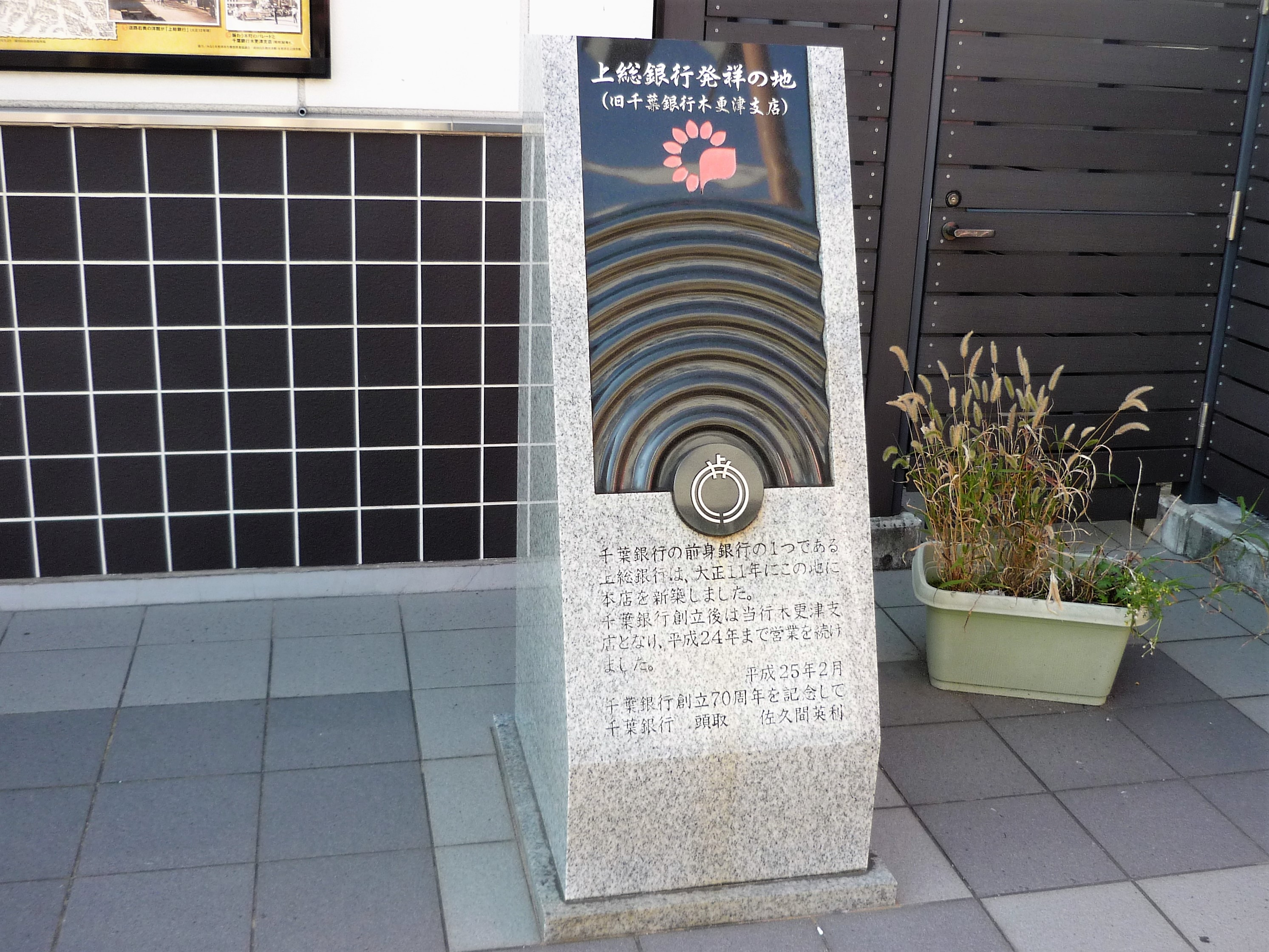
上総銀行の本店跡
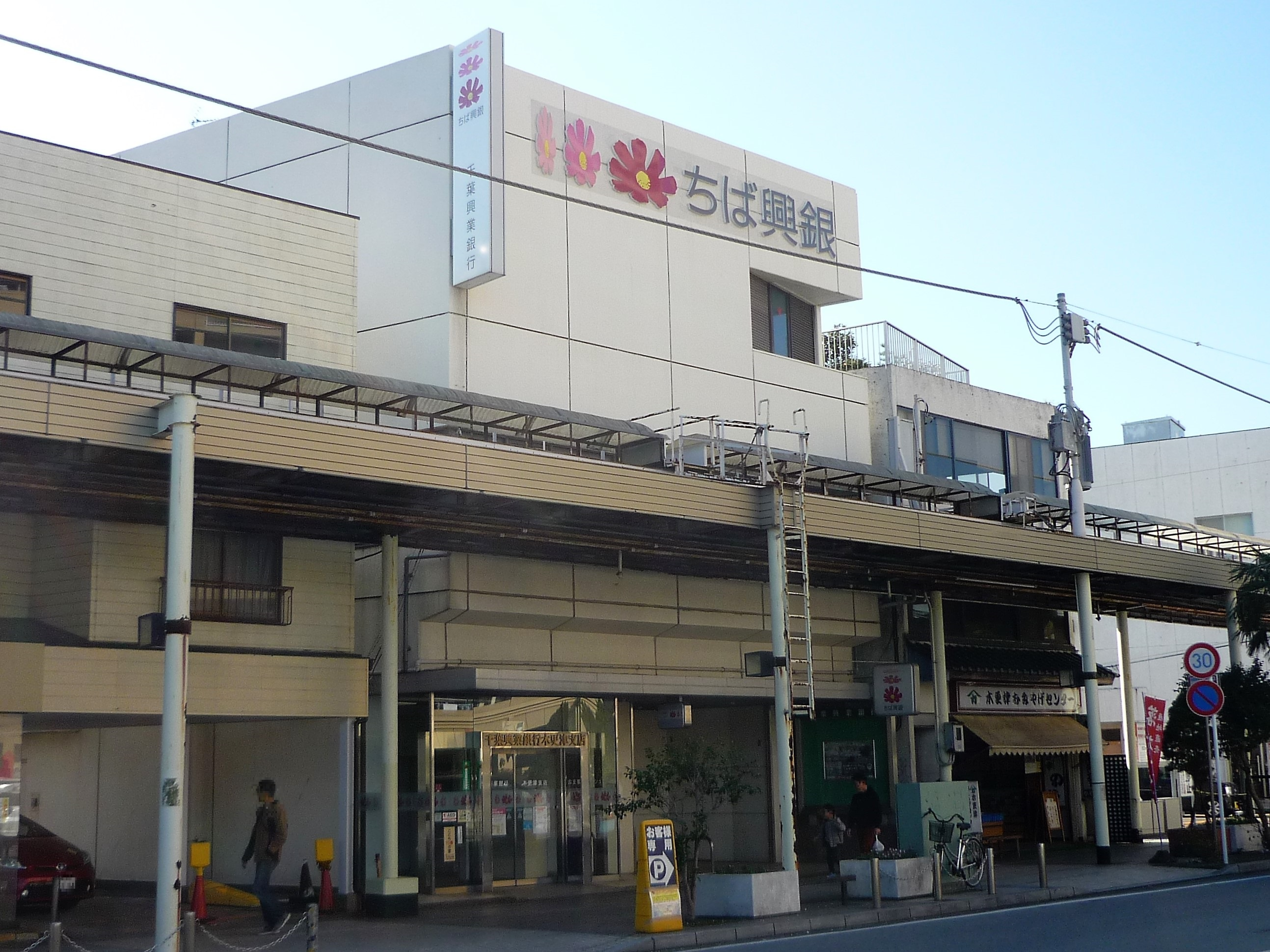
千葉興業銀行木更津支店
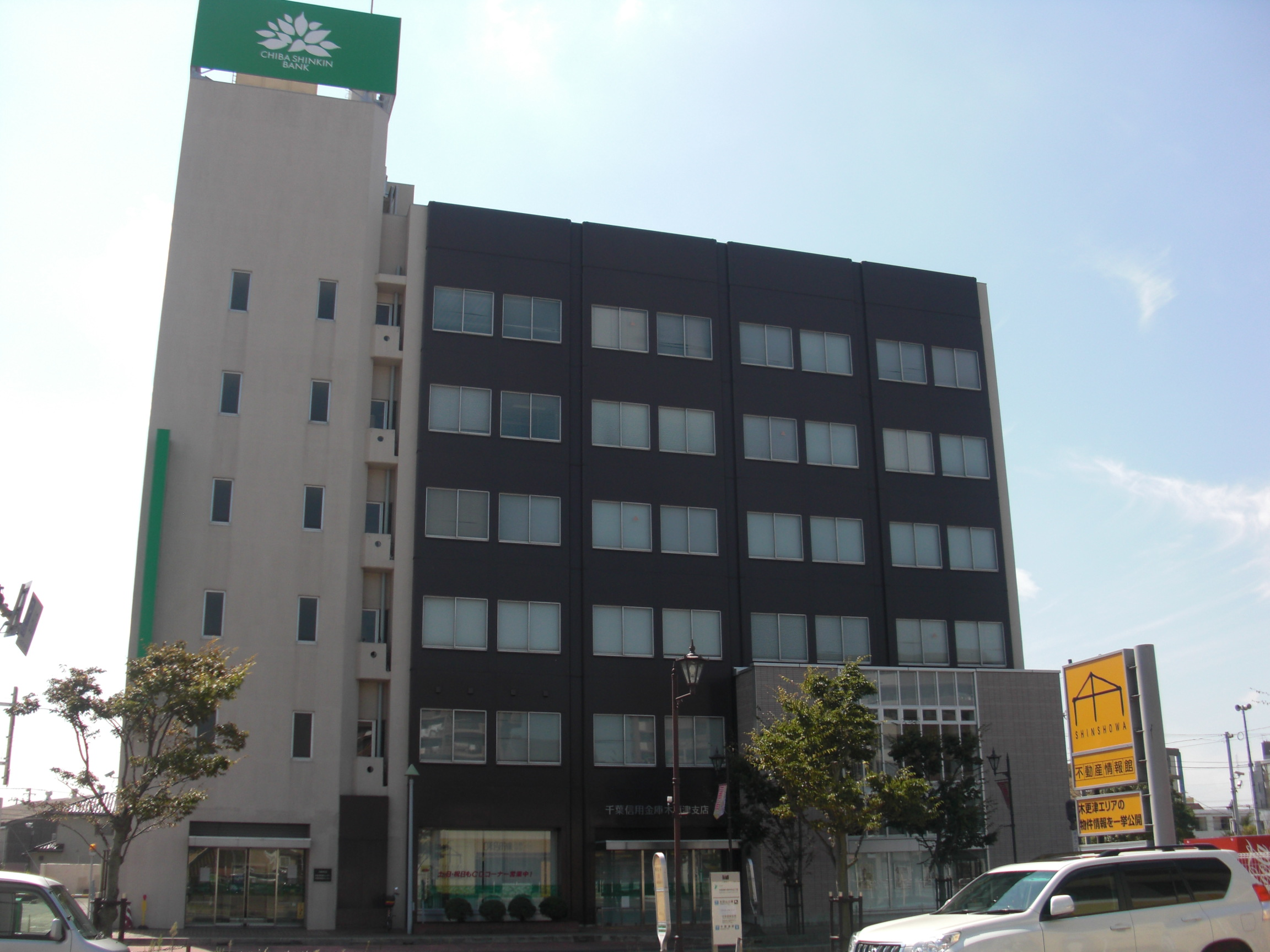
千葉信用金庫木更津支店

## 姉妹都市・提携都市

### 近隣自治体
- 君津市、富津市、袖ケ浦市

木更津市を含めた4市の区域に相当する範囲には、その昔、明治期の郡制に基づき君津郡が存在していたという事で歴史的・行政的に関係が深く、1991年、袖ヶ浦町の市制開始に伴う君津郡消滅後も旧君津郡4市を一括してかずさ4市と呼称される。
2000年代に入り、市町村の合併の特例に関する法律（旧合併特例法）が施行されて日本国内の各地で市町村合併の気運が高まる中、青年会議所を中心に4市の合併に向けた活動が行われる。各市に対して合併協議会の設置請求を行うが、袖ケ浦市議会において否決された事になり合併協議会設置までには至らなかった。もし合併が実現した場合には人口が30万人を超え、中核市としての要件を満たすことになる。

### 姉妹都市
- オーシャンサイド市（アメリカ合衆国 カリフォルニア州）

1990年6月29日 木更津市姉妹都市調印団が渡米し、オーシャンサイド市において姉妹都市提携に調印、8月14日には、オーシャンサイド市調印団を招き木更津市でも調印をした。

### 友好都市
- 槐山郡（大韓民国 忠清北道） - 2016年9月28日　友好協定締結。
- ボゴール（インドネシア共和国 西ジャワ州） - 2016年11月18日　友好協定締結。
- ビスリグ（en:Bislig、フィリピン共和国 南スリガオ州） - 2017年3月13日　覚書締結。
- 苗栗市（中華民国 苗栗県） - 2017年11月3日　友好協定締結。

## 地域

### 区分

地区（◎は市役所位置）：
1.木更津地区、2.岩根地区、3.清川地区、4.波岡地区
5.鎌足地区、6.金田地区、7.中郷地区、8.富来田地区

人口統計やマスタープランの策定などにおいて、市内を市制施行以前の町村区分で大まかに地域に区分される。また、1889年の町村制が施行される以前の区分は大字として残る。
難読・異読地名
犬成（いんなり）・茅野（かやの）・畔戸（くろと）・下内橋（げないばし）・真里（まり）・真里谷（まりやつ）・望陀（もうだ）
| 地区       | 大字・町名 |
| ---------- | --- |
| 木更津地区 | 木更津・新田・幸町・中央・東中央・貝渕・吾妻・富士見・新宿・文京・大和・太田・東太田・長須賀・朝日・桜井・桜井新町・桜町・請西・請西東・請西南・真舟・千束台 |
| 岩根地区   | 万石・高砂・久津間・岩根・西岩根・江川・中里・高柳・本郷・坂戸市場・若葉町                                                                                   |
| 清川地区   | 椿・笹子・犬成・日の出町・中尾・菅生・祇園・清川・永井作・伊豆島・清見台・清見台東・清見台南・東太田・ほたる野                                               |
| 波岡地区   | 畑沢・畑沢南・港南台・小浜・大久保・上烏田・中烏田・下烏田・八幡台・羽鳥野                                                                                   |
| 鎌足地区   | 矢那・かずさ鎌足・草敷 |
| 金田地区   | 中野・牛込・中島・瓜倉・畔戸・金田東・金田西 |
| 中郷地区   | 大寺・下望陀・上望陀・有吉・牛袋・牛袋野・曽根・井尻・十日市場                                                                                               |
| 富来田地区 | 真里谷・真里・下内橋・戸国・茅野・茅野七曲・山本七曲・大稲・田川・佐野・下郡・下宮田・根岸・上根岸                                                           |
| 埋立地 他  | 潮見・潮浜・木材港・新港・築地・北浜町・中の島・海ほたる（中島地先）                                                                                         |

※波岡、滝沢、中郷は大字・町名としては存在しない。
新興住宅地域
市内の主な新興住宅地域として、清見台団地、真舟団地、シーアイタウン、八幡台ニュータウン、羽鳥野、ほたる野、請西東・請西南が挙げられる。
郵便局
- 木更津郵便局

### 医療

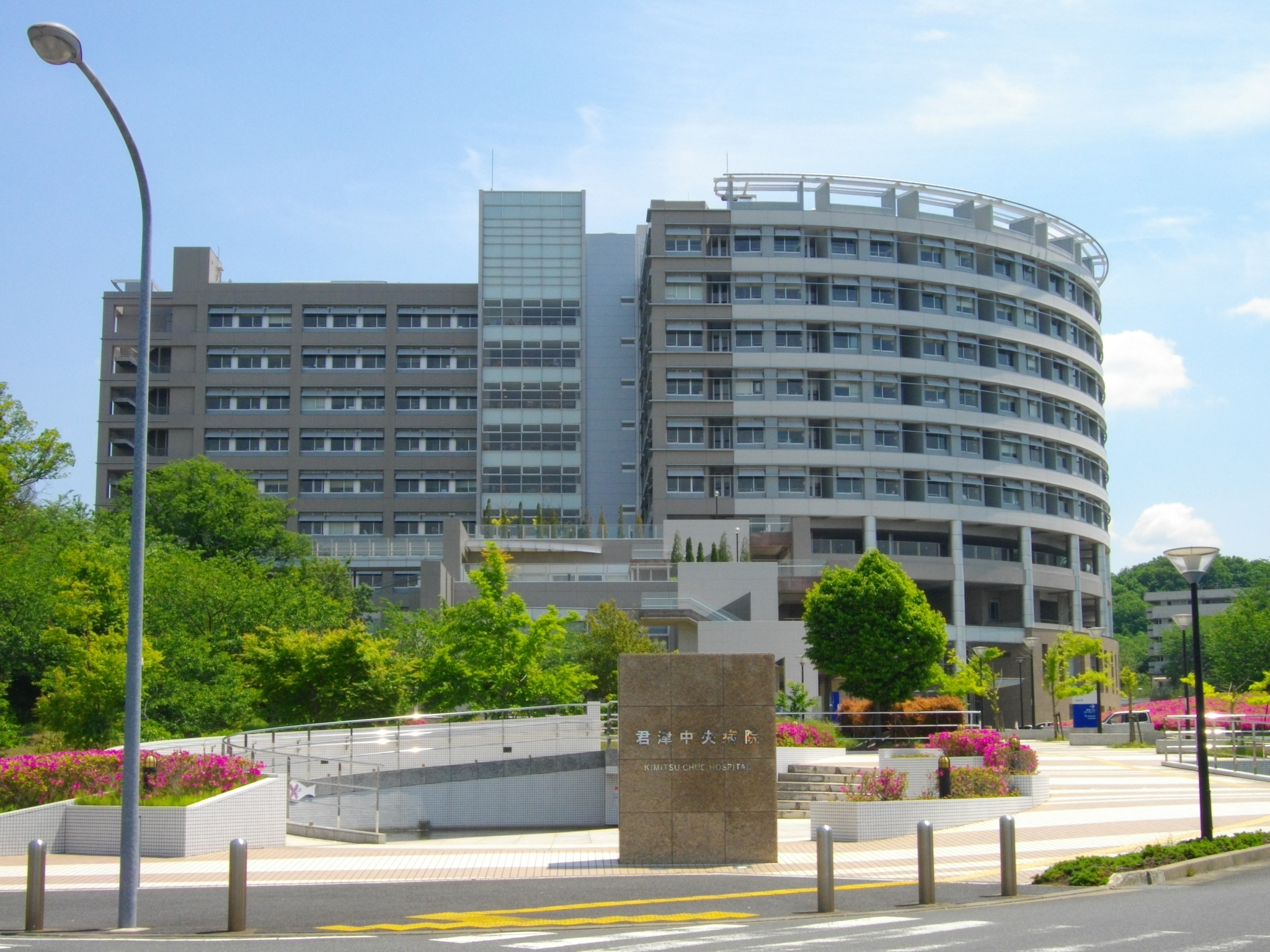
国保直営総合病院君津中央病院

二次医療圏（二次保健医療圏）としては君津医療圏（管轄区域：君津地域）である。三次医療圏は千葉県医療圏（管轄区域：千葉県全域）。
医療提供施設は特筆性の高いもののみを記載する。
- 一次医療圏
- 君津中央病院（災害拠点病院[36]・救命救急センター）- 広域医療に対応している（広域医療圏）
- 救急指定病院
  - 上総記念病院
  - 木更津東邦病院
  - 重城病院
  - 高名清養病院
  - はぎわら病院
- アクアリハビリテーション病院
- 石井病院
- 加藤病院
- 木更津病院
- 薬丸病院
- 房総メディカルクリニック
- 玄々堂木更津クリニック

### 教育

#### 学校教育施設
大学
- 私立大学
  - 清和大学
- 短期大学
  - 清和大学短期大学部

高等専門学校
- 国立高等専門学校
  - 木更津工業高等専門学校

専門学校
- 私立専修学校
  - 木更津看護学院
  - 君津中央病院附属看護学校

高等学校
- 公立高等学校
  - 千葉県立木更津高等学校
  - 千葉県立木更津東高等学校
- 私立高等学校
  - 暁星国際高等学校
  - 志学館高等部
  - 木更津総合高等学校
  - 拓殖大学紅陵高等学校

中学校
| 市立中学校 - 金田中学校 - 岩根中学校 - 岩根西中学校 - 清川中学校 - 太田中学校 - 木更津第一中学校 | - 木更津第二中学校 - 木更津第三中学校 - 鎌足中学校 - 富来田中学校 - 波岡中学校 - 畑沢中学校 私立中学校 - 志学館中等部 - 暁星国際中学校 |

小学校
| 市立小学校 - 金田小学校 - 岩根小学校 - 高柳小学校 - 中郷小学校 - 請西小学校 - 祇園小学校 - 木更津第一小学校 - 木更津第二小学校 - 清見台小学校 - 東清小学校 | - 西清小学校 - 南清小学校 - 鎌足小学校 - 八幡台小学校 - 波岡小学校 - 畑沢小学校 - 真舟小学校 - 富来田小学校 私立小学校 - 暁星国際小学校 |

#### 社会教育施設
| 公民館 - 中央公民館 - 岩根公民館 - 岩根西公民館 - 金田公民館 - 鎌足公民館 - 中郷公民館 - 富来田公民館 - 文京公民館 - 八幡台公民館 - 東清公民館 - 清見台公民館 - 西清川公民館 | - 畑沢公民館 - 富岡公民館 - 波岡公民館 - 桜井公民館 - 市民センター - 木更津市民会館 - 木更津駅前ホール - 図書館 - 木更津市立図書館 - 博物館 - 木更津市郷土博物館金のすず |

## 交通

### 空港
自衛隊施設

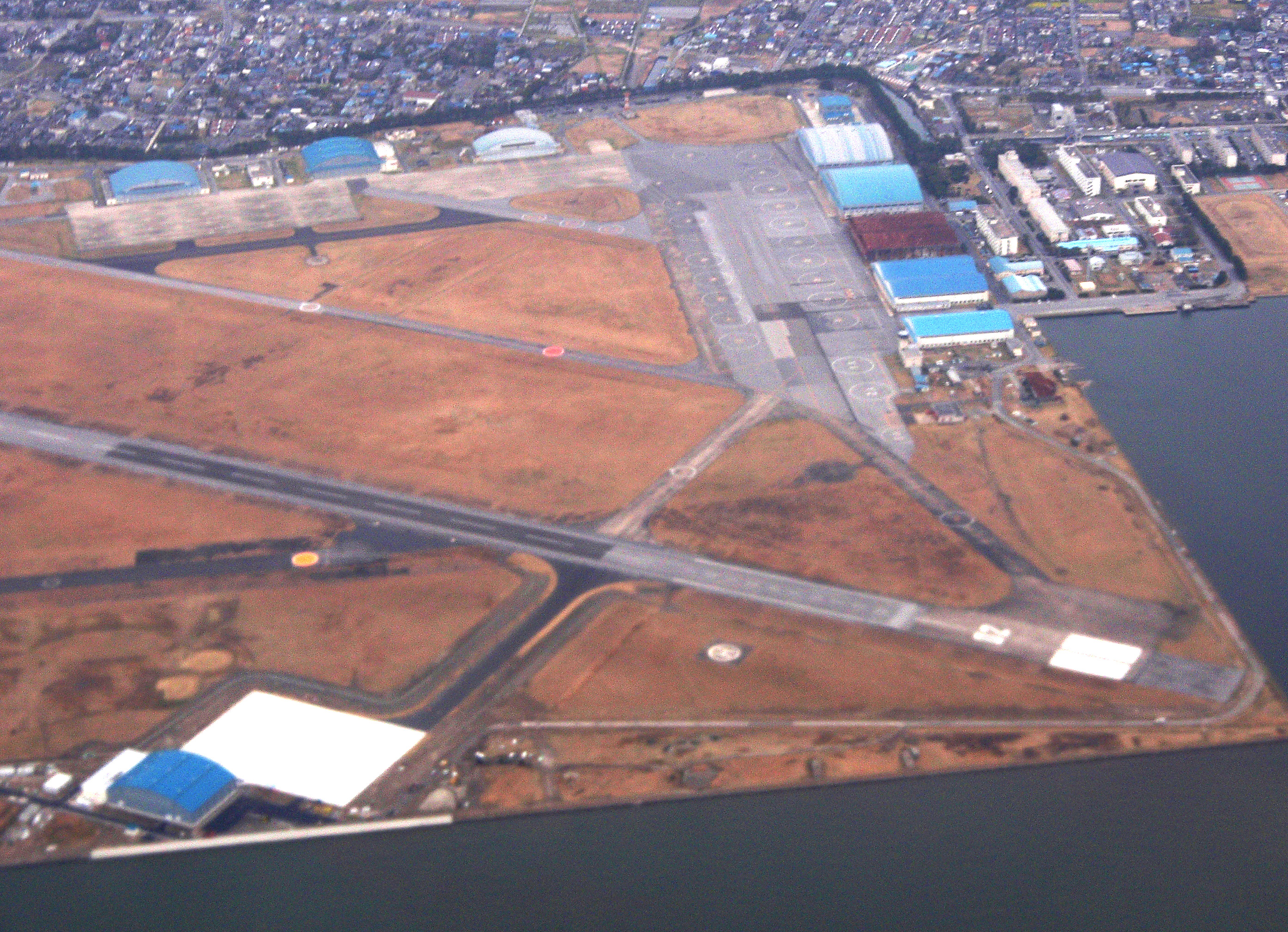
木更津飛行場

- 木更津飛行場（ICAO空港コード - RJTK）

### 鉄道路線
市内を運行する鉄道路線はJR東日本の内房線と久留里線の2路線がある。市の中心駅である木更津駅には内房線（普通・特急）、横須賀・総武快速線、京葉線直通の列車が停車する他、久留里線の始発駅になっている。
東日本旅客鉄道（JR東日本）
■内房線
- 巌根駅 - 木更津駅

■久留里線
- 木更津駅 - 祇園駅 - 上総清川駅 - 東清川駅 - （袖ケ浦市区間） - 馬来田駅

### バス路線
中心となるバス停：木更津金田バスターミナル

#### 高速バス
1997年以前、対岸の神奈川県や東京都心への交通手段は鉄道やカーフェリー（後述）が主であったが、東京湾アクアライン開通に伴いフェリー航路は廃止され、代わりにアクアラインを経路とした高速バス路線が充実するようになる。
路線名と主な停留所
※（）内はバス運行会社、太字は市内設置の停留所名
- 東京湾アクアライン経由
  - 東京駅発着
    - 木更津線：君津製鉄所 - イオンモール木更津 - 木更津駅西口 - 龍宮城スパホテル三日月 - 木更津金田BT ⇔ バスターミナル(BT)東京八重洲 - 東雲車庫（日東・京成）
    - 君津線：イオンモール富津・青堀駅 - 木更津羽鳥野BS - 木更津金田BT ⇔ BT東京八重洲 - 東雲車庫（日東・京成）
    - 鴨川線【アクシー号】：亀田病院 - 安房鴨川駅 ⇔ 木更津金田BT ⇔ BT東京八重洲・東京タワー（日東・京成）
    - 勝浦線：安房小湊・御宿 - 勝浦駅 ⇔ 木更津金田BT ⇔ BT東京八重洲（日東・小湊）

  - 新宿駅発着
    - 新宿線：木更津駅西口 ⇔ バスタ新宿（新宿駅）・新宿駅西口（小湊・小田急）
    - 館山線【新宿なのはな号】：館山駅 ⇔ 木更津羽鳥野BS ⇔ バスタ新宿＜新宿駅＞（JR・日東）

  - 品川駅発着
    - 品川線 ：木更津駅東口 ⇔ 品川駅東口（日東・小湊・京急）

  - 渋谷駅発着
    - 渋谷線：木更津駅西口 - 袖ケ浦BT - 三井アウトレットパーク 木更津 ⇔ 渋谷駅（渋谷マークシティ）（小湊・東急・京王）

  - 羽田空港発着
    - 木更津線 ：木更津駅東口 ⇔ 羽田空港（日東・小湊・京急・東空）
    - 君津線：君津製鉄所 - 木更津羽鳥野BS ⇔ 羽田空港（日東・京急）

  - 神奈川県発着
    - 川崎線：木更津駅東口 - 袖ケ浦BT - 木更津金田BT - 海ほたるPA ⇔ 川崎駅東口（日東・小湊・京急・湾道）
    - 横浜線：かずさアーク・木更津駅東口 - 袖ケ浦BT ⇔ 横浜駅東口BT（日東・小湊・京急）
- 千葉県内移動
  - 千葉線
    - 鴨川線【カピーナ号】：亀田病院 - 安房鴨川駅 ⇔ 馬来田駅 ⇔ 千葉駅（日東・千中）
    - 館山線【南総里見号】 ：白浜野島崎 - 館山駅 ⇔ 木更津羽鳥野BS ⇔ 千葉駅（日東・京成）

  - 成田空港線：木更津駅西口 - 木更津金田BT - 市原駐車場 - 成田空港（日東・小湊）

バス運行会社
※（）内は上記略称
| - 日東交通（日東） - 小湊鉄道（小湊）- 木更津営業所 - 京成バス（京成） - 千葉中央バス（千中） - 京浜急行バス（京急） - 東京空港交通（東空） | - 東京湾横断道路サービス（東湾） - 川崎鶴見臨港バス（川崎） - 小田急ハイウェイバス（小田急） - JRバス関東（JR） - 東急バス（東急） - 京王電鉄バス（京王） |

#### 路線バス
市内を運行する路線バスは日東交通・小湊バスの2社により運行されている。

この他、木更津駅と龍宮城スパホテル三日月を結ぶ無料送迎バスが運営会社により、木更津駅とイオンタウン木更津朝日（市役所朝日庁舎）を結ぶ無料バスが小湊バスにより定時運行される。

（海ほたるのマークが描かれたマイクロバスは従業員送迎用であり路線バスではない）

### 道路
主要道路として高速道路には館山自動車道と東京湾アクアラインが挙げられる。館山自動車道を木更津北インターチェンジ(IC)から北方面に向かうと所要時間約20分程度で千葉市に到達し、京葉道路または東関東自動車道を経由して東京都へと結ばれる。また南方面は木更津南ジャンクション(JCT)を館山方面に向かう事で富津館山道路に接続し、木更津南JCTから所要時間30分程度で南房総市まで結ばれる。外房へは首都圏中央連絡自動車道（圏央道）により、木更津JCTから茂原市・東金市等と結ばれアクセスが改善されている。アクアラインによって東京湾を挟んだ対岸の神奈川県川崎市と結ばれており、木更津金田IC - 浮島IC（約15 km）の区間を所要時間約15分程度で移動できる。
一般国道は、国道16号線（袖ヶ浦木更津バイパス）が市内を通過する。国道16号線を北上することで千葉市 - 柏市 - 埼玉県 - 東京都 - 神奈川県へ繋がり、幹線道路および首都圏の外郭環状線としての役割を担っている。長須賀交差点で外房地域へと結ばれる国道409号線・国道410号線（房総横断道路）、桜井交差点にて館山市を起点とする国道127号線（内房なぎさライン）に接続する。
高速道路
- 東京湾アクアライン
  - 木更津金田IC - 木更津金田料金所 - 海ほたるPA -
- アクアライン連絡道
  - 木更津JCT - 袖ヶ浦IC（袖ケ浦市）- 木更津金田IC
- 首都圏中央連絡自動車道（圏央道）
  - - 木更津東IC - 木更津JCT
- 館山自動車道
  - - 木更津北IC - 木更津JCT（圏央道・アクアライン連絡道が分岐） - 木更津南JCT（館山方向と木更津南IC方向に分岐）-
  - 木更津南JCT - 木更津南IC

| 一般国道 - 国道16号 - 国道127号 - 国道409号 - 国道410号 主要地方道 - 千葉県道23号木更津末吉線 - 千葉県道87号袖ケ浦中島木更津線 - 千葉県道90号木更津富津線 道の駅 - 道の駅木更津 うまくたの里 | 一般県道 - 千葉県道146号木更津根形線 - 千葉県道160号加茂木更津線 - 千葉県道166号馬来田停車場富岡線 - 千葉県道167号馬来田停車場中川線 - 千葉県道168号鶴舞馬来田停車場線 - 千葉県道169号南総馬来田線 - 千葉県道222号木更津停車場線 - 千葉県道235号巌根停車場線 - 千葉県道245号木更津港線 - 千葉県道269号大鷲木更津線 - 千葉県道270号木更津袖ケ浦線 |

### 船舶

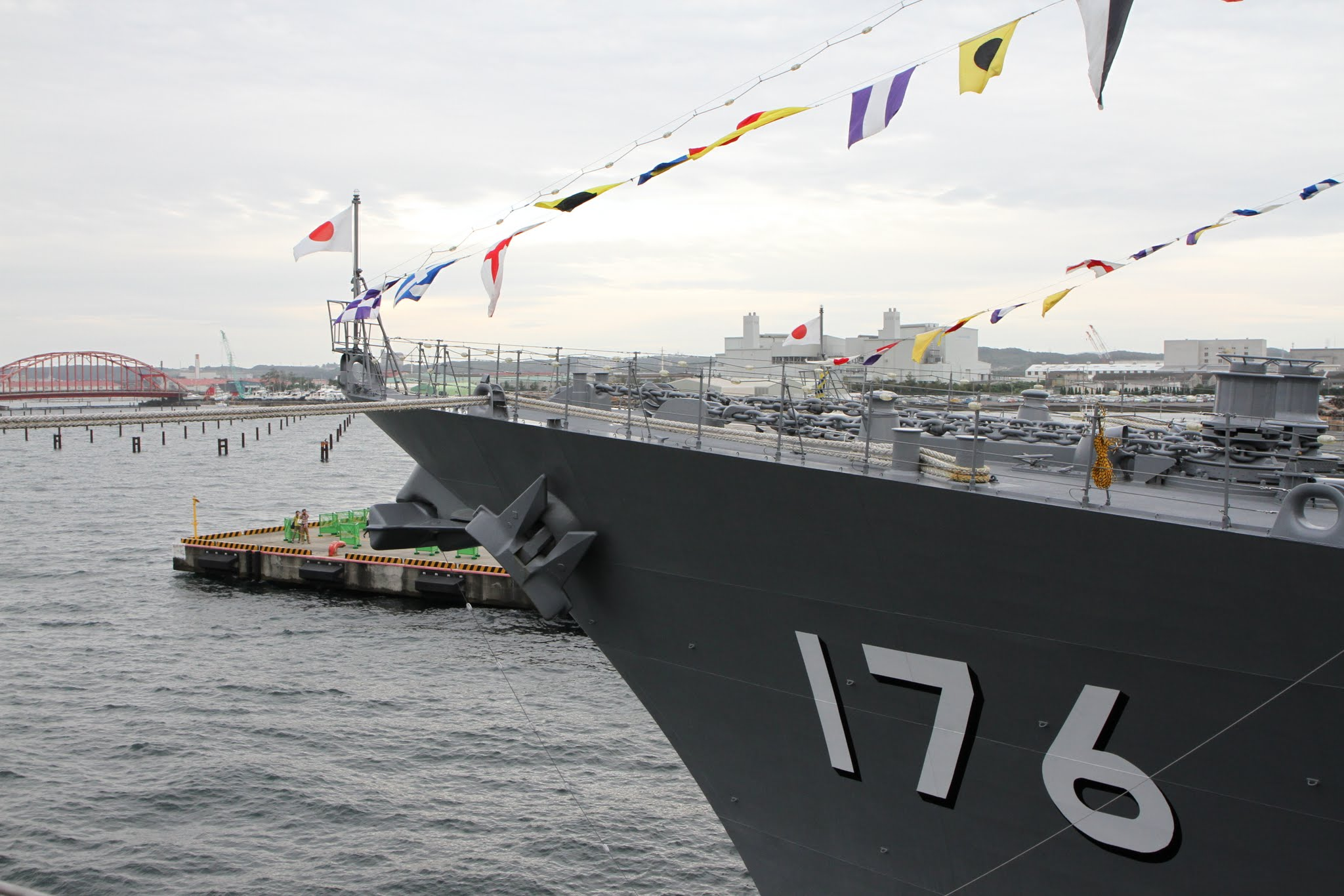
木更津港公共埠頭で一般公開中の護衛艦「ちょうかい」

江戸時代より木更津港は物資の集散港として機能し、1960年代には京葉工業地帯の発展に伴い工業港として開発が進められ、1968年には間税法上の開港および重要港湾の指定を受ける。木更津市の市章は港町木更津に由来し、「木」の字に港湾を表す円で囲い、円上部の開口部は港の入口である港口を表したデザインとなっている。
1965年（昭和40年）から1997年（平成9年）までの間、木更津港はカーフェリーの発着場として機能し、いわば市の玄関口としての役割を果たしていた。カーフェリーは対岸の川崎市や横浜市に職場を持つ通勤者の足としても利用された。当時の様子は1987年にTBS系列で放映したドラマ『男女7人秋物語』の作中で、木更津市に住む主人公が川崎市の職場にフェリー通勤するシーンからも垣間見ることができる。1997年の東京湾アクアライン開通に伴って川崎フェリーが廃止され、木更津港を就航するフェリー航路がすべて廃止となる。現在、着岸地点の可動橋は撤去されており、フェリー発着場の形跡はわずかに見える程度である。
2008年（平成20年）4月には、公共埠頭H岸壁が完成、供用開始となった。同年8月には、Autoterminal Japan株式会社の手配によって、自動車専用船が初入港。今後も中古車の輸出港としての発展が期待される。
このH岸壁を利用して2015年2月より、日東交通主催の日帰り観光ツアーの一環として、東海汽船のセブンアイランドシリーズを使用し伊豆大島・神津島を結ぶ高速ジェット船が運行を開始した。神津島行は現在は運行を終了したが、伊豆大島へは新型コロナウイルス感染症流行期の一時中断を経て毎年運航されている。
2017年（平成29年）よりH岸壁から大型クルーズ客船が試験的に運航がされている。クルーズ船の誘致に取り組む木更津市は、大型クルーズ客船「ぱしふぃっくびいなす」による木更津港発のクルーズを2年連続で実現させたことや、利用者の約8割がクルーズ旅行が初めての新規顧客だったことなどが評価され、日本外航客船協会主催による「クルーズ・オブ・ザ・イヤー2018」の特別賞を受賞した。

今後、大型客船を宿泊施設として活用するホテルシップを想定し、客船を公募する準備を進めている。
重点港湾（重要港湾）
- 木更津港

#### 航路
- 日本クルーズ客船
  - クルーズ客船（ぱしふぃっくびいなす）
    - 熱海花火クルーズ
    - 世界遺産・熊野古道クルーズ（木更津 ‐ 横浜 - 新宮）
- ホテルシップ対応の客船を誘致予定

※以下、かつて就航していたフェリー航路
- 川崎航路（日本カーフェリー：1965年運航開始 - 1997年廃止）
- 横浜航路（東京湾フェリー：1965年運航開始 - 1972年廃止）

クルーズ船寄港実績
初寄港2017年
- 「ぱしふぃっくびいなす」（総トン数26,594 t、全長183.40 m）

## 名所・旧跡・観光スポット・祭事・催事

### 名所・旧跡
- 吾妻神社
- 八剱八幡神社

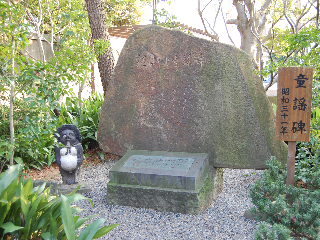
證誠寺の童謡記念碑

- 高蔵寺 - 市内にある真言宗豊山派に属する寺院。坂東三十三観音霊場第30番札所。
- 光明寺 - 市内にある日蓮宗の寺院。歌舞伎『与話情浮名横櫛』の登場人物「与三郎」の墓がある。
- 證誠寺 - 市内にある浄土真宗本願寺派に属する、童謡『証城寺の狸囃子』のモデルとなった寺院。
- 選擇寺
- 長楽寺
- 東光院
- 妙泉寺
- 上総大寺廃寺
- 東岸寺
- 真里谷城跡 - 市内真里谷にある上総武田氏の城址であり、現在は木更津市立少年自然の家キャンプ場となっている。
- 貝淵陣屋跡 - 貝淵藩及び桜井藩の陣屋。廃藩置県後に木更津県の県庁が設置。
- 真武根陣屋跡 - 旧請西藩庁
- 祇園・長須賀古墳群
- 金鈴塚古墳
- 高柳銚子塚古墳

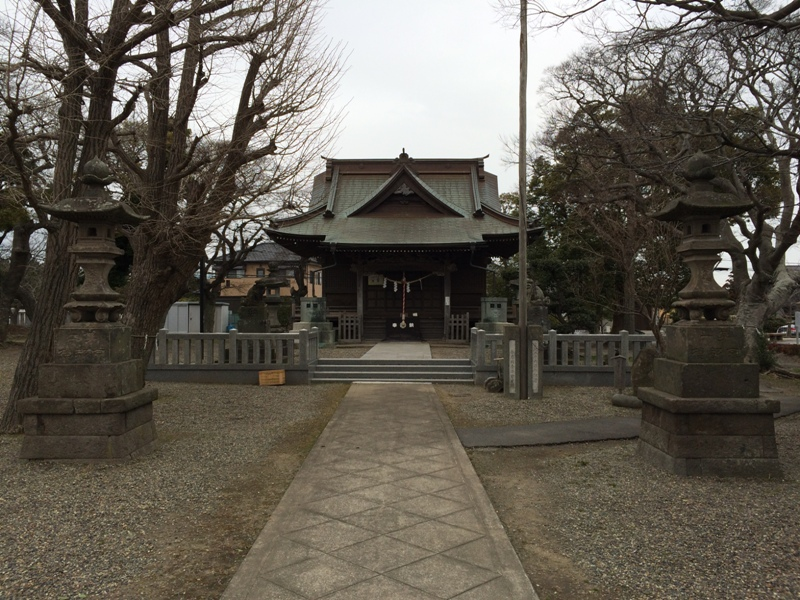
吾妻神社
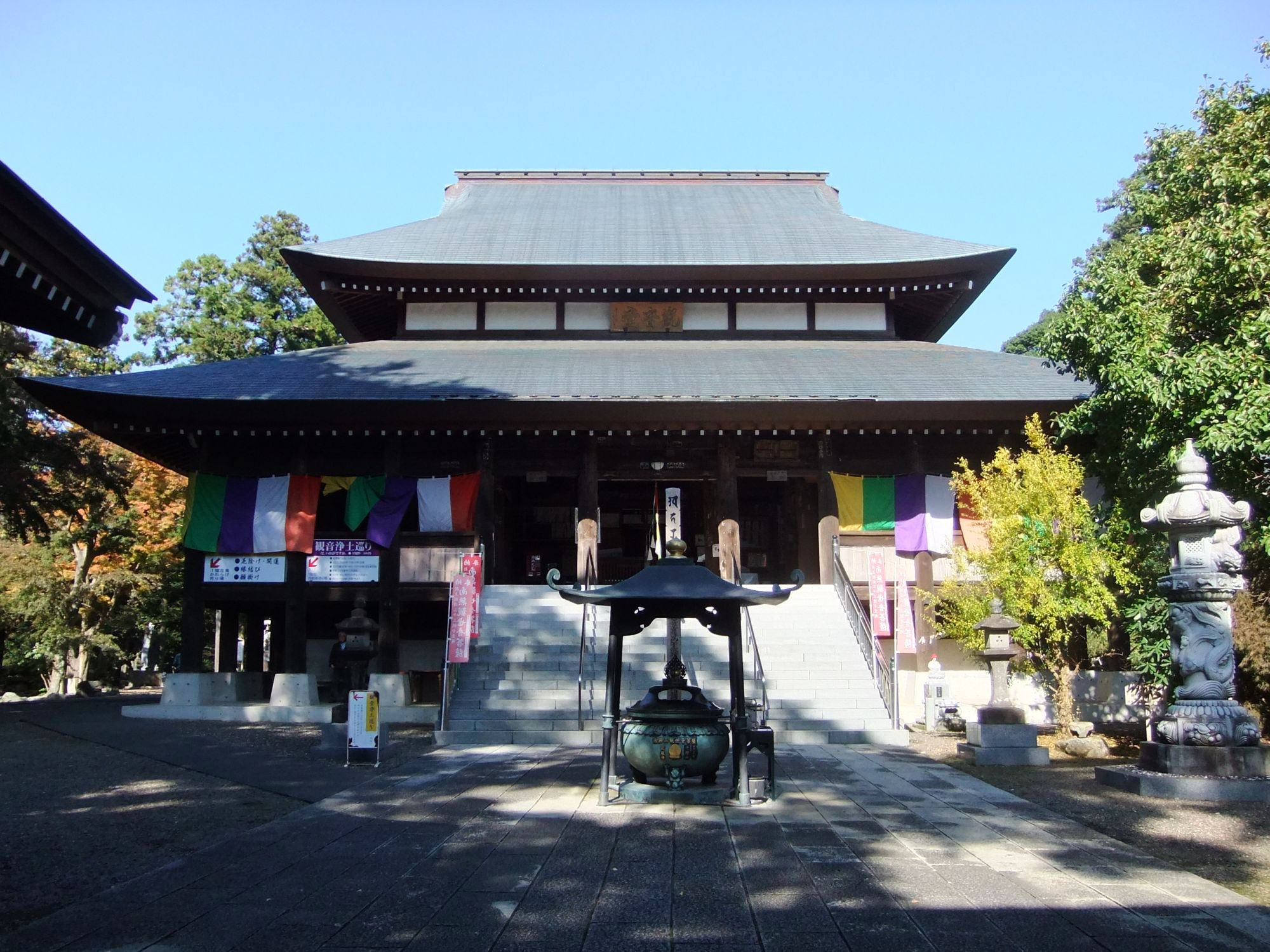
高蔵寺
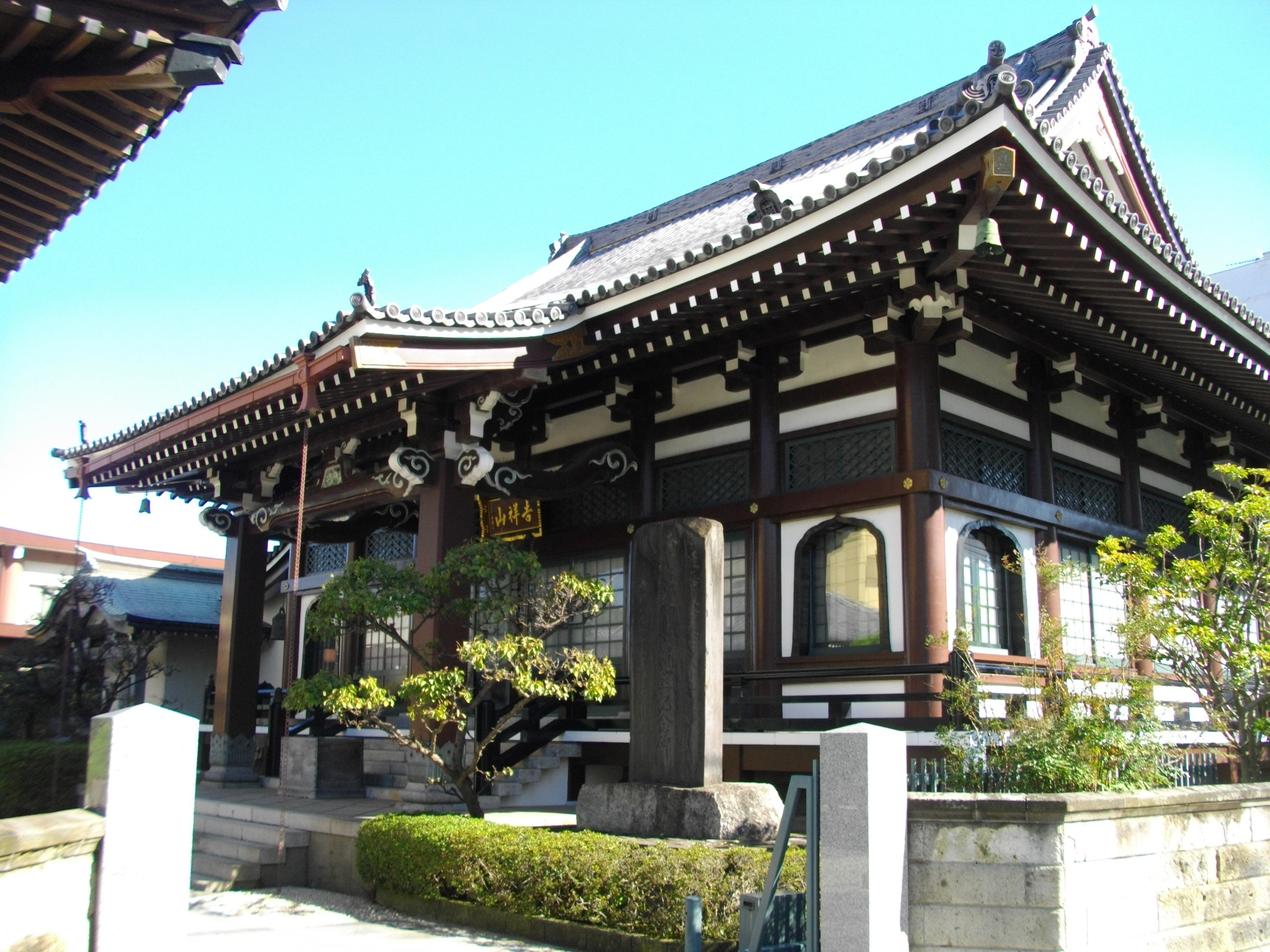
光明寺
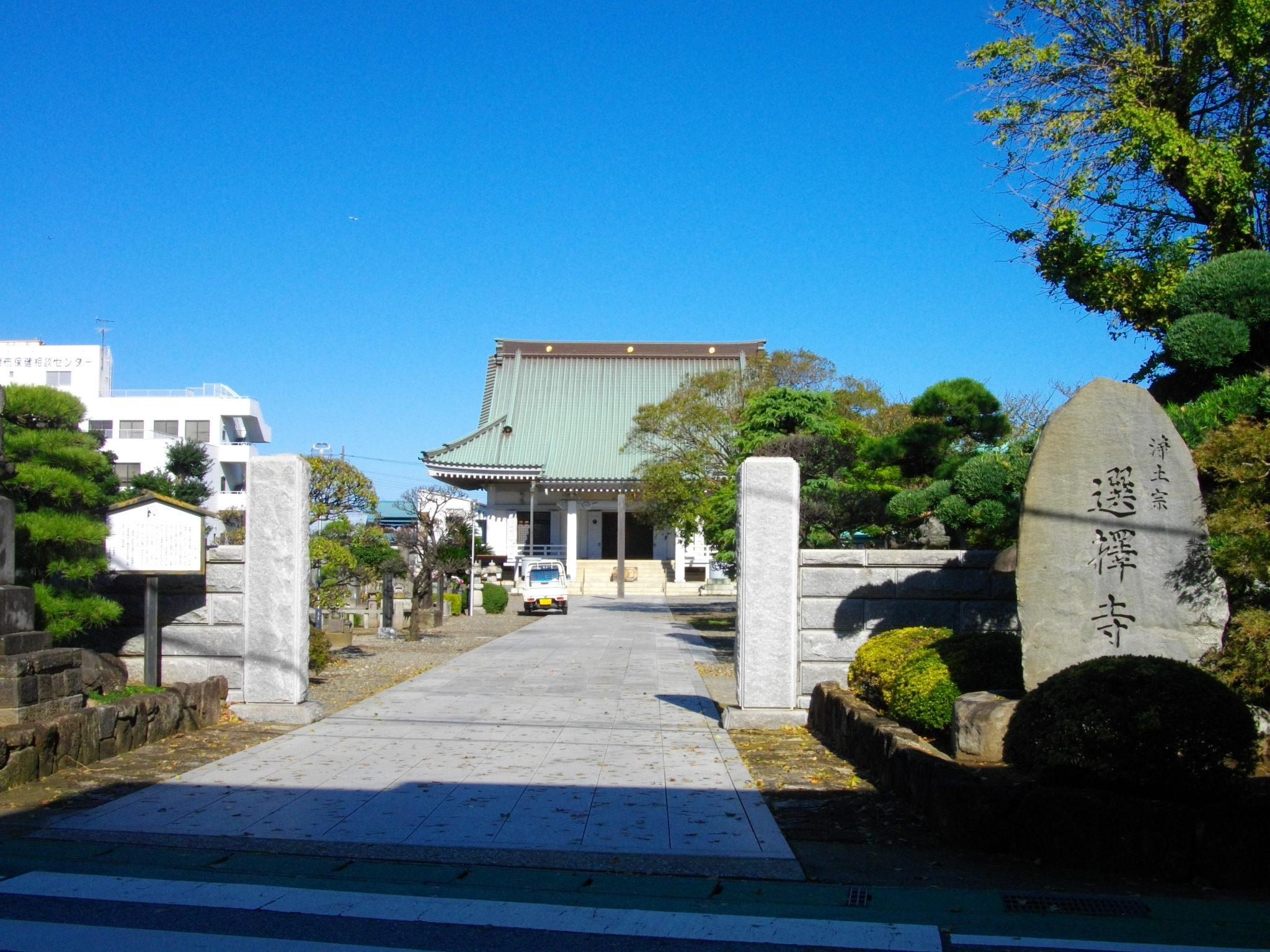
選擇寺
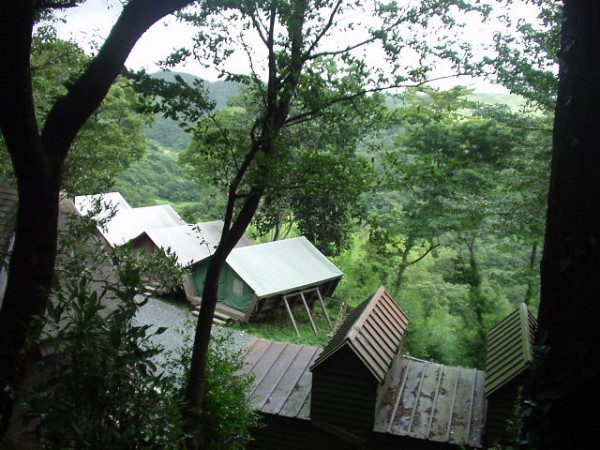
木更津市立少年自然の家キャンプ場（真里谷城跡）

### 観光スポット
- 木更津かんらんしゃパークKISARAPIA
- 海ほたるパーキングエリア - 東京湾アクアラインの木更津人工島に設置されたパーキングエリア。
- 江川海岸
- 潮浜公園
- 太田山公園 - 木更津駅から東に1.0 km程の場所に位置する小高い山。伝承によると倭建命はこの山の頂より海を眺めて、海中に没した弟橘媛を思い『君不去』の歌を歌ったと伝えられることから別名「恋の森」と呼ばれている。
  - きみさらずタワー - 太田山の頂上にはこの伝説をモチーフにしたモニュメント兼展望台「きみさらずタワー」が存在する。
  - 木更津市郷土博物館金のすず - 千葉県立上総博物館を譲り受けたもので、金鈴塚古墳から出土した金鈴や、木更津市史に関する資料などを展示している。
- 中の島
  - 中の島公園 - 木更津港に浮かぶ中の島にあり、潮干狩場である木更津海岸がある。木更津港まつりの花火の打ち上げ場所となっている。対岸の鳥居崎海浜公園と中の島大橋で結ばれている。
  - 中の島大橋 - 日本で一番高い歩道橋として知られる。2002年のドラマ『木更津キャッツアイ』内で登場人物により「恋人をおんぶして渡ると結ばれる」という伝説が創作され、そこから「恋人と渡ると幸せになれる赤い橋」として知られるようになり、2010年（平成22年）に「恋人の聖地」に認定された。

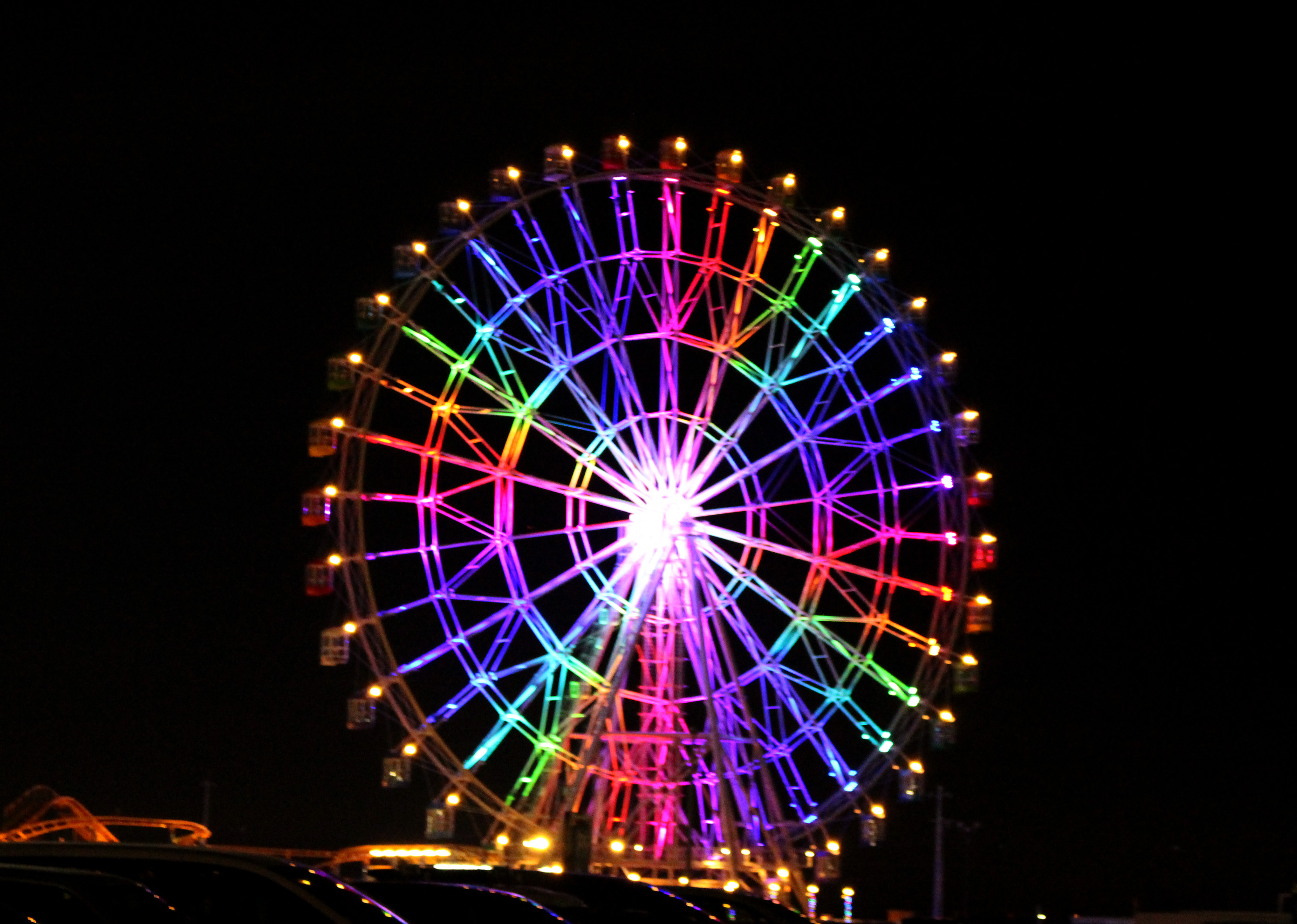
木更津かんらんしゃパークKISARAPIA
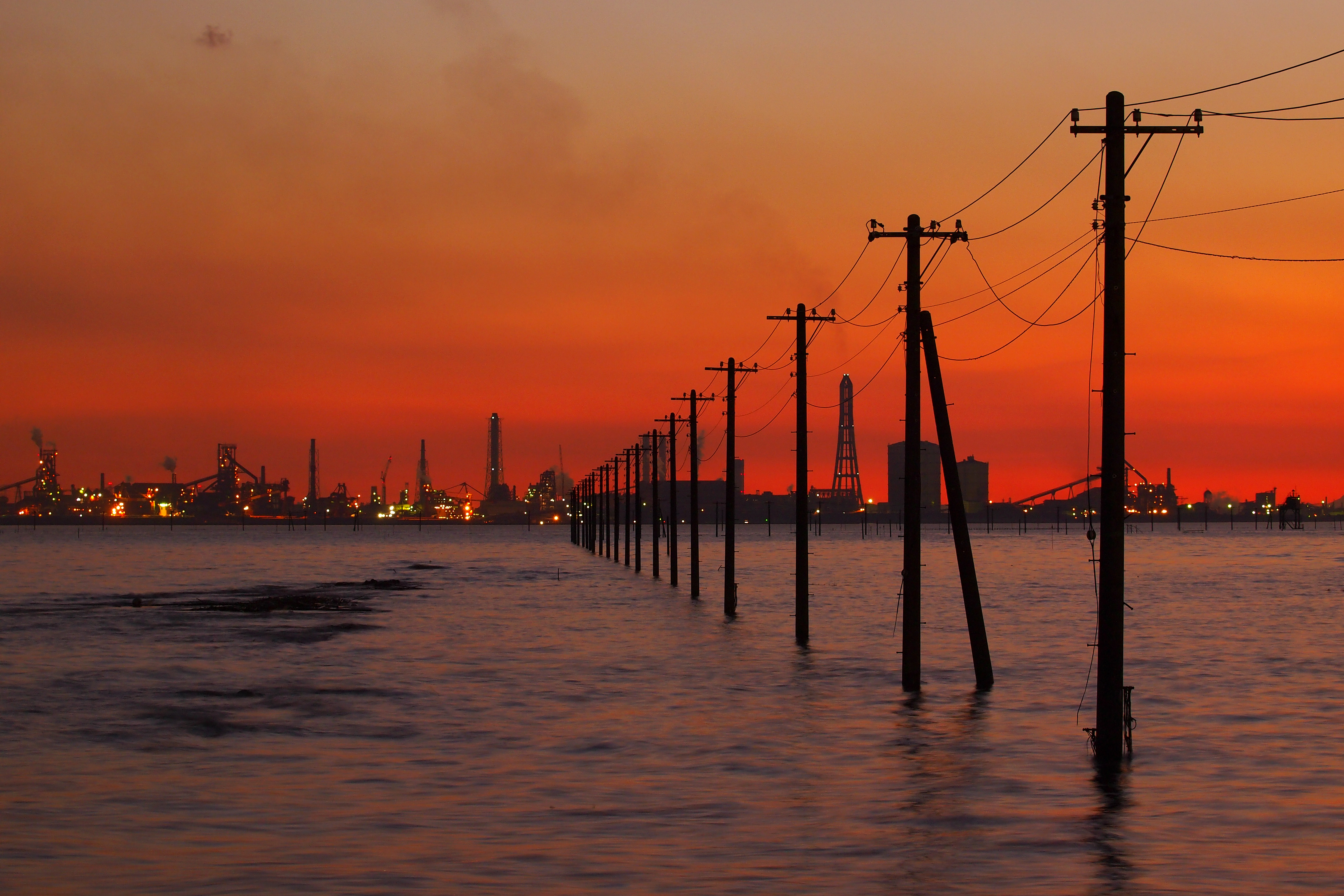
江川海岸の夕焼け
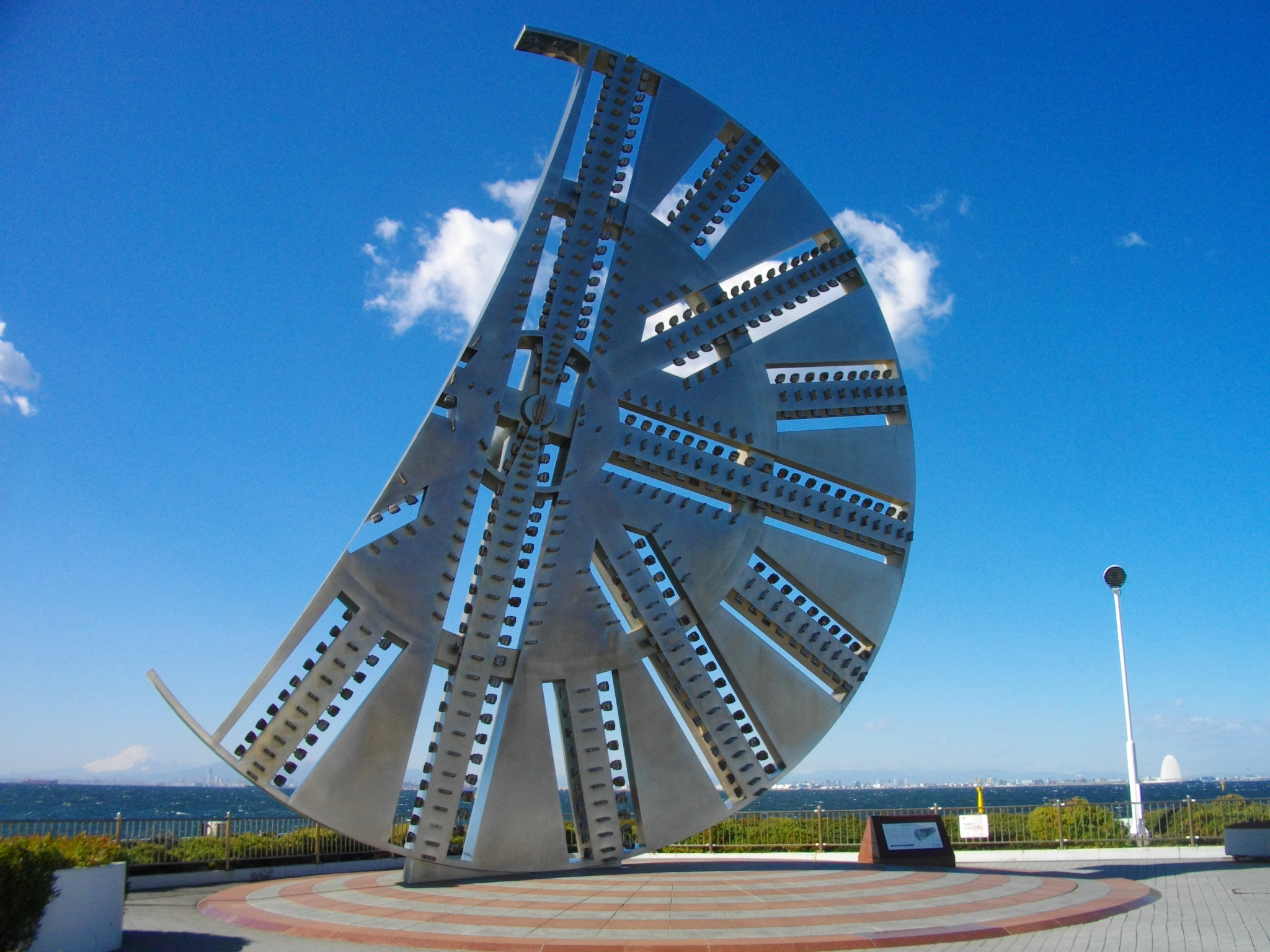
カッターフェイス（海ほたるパーキングエリア）
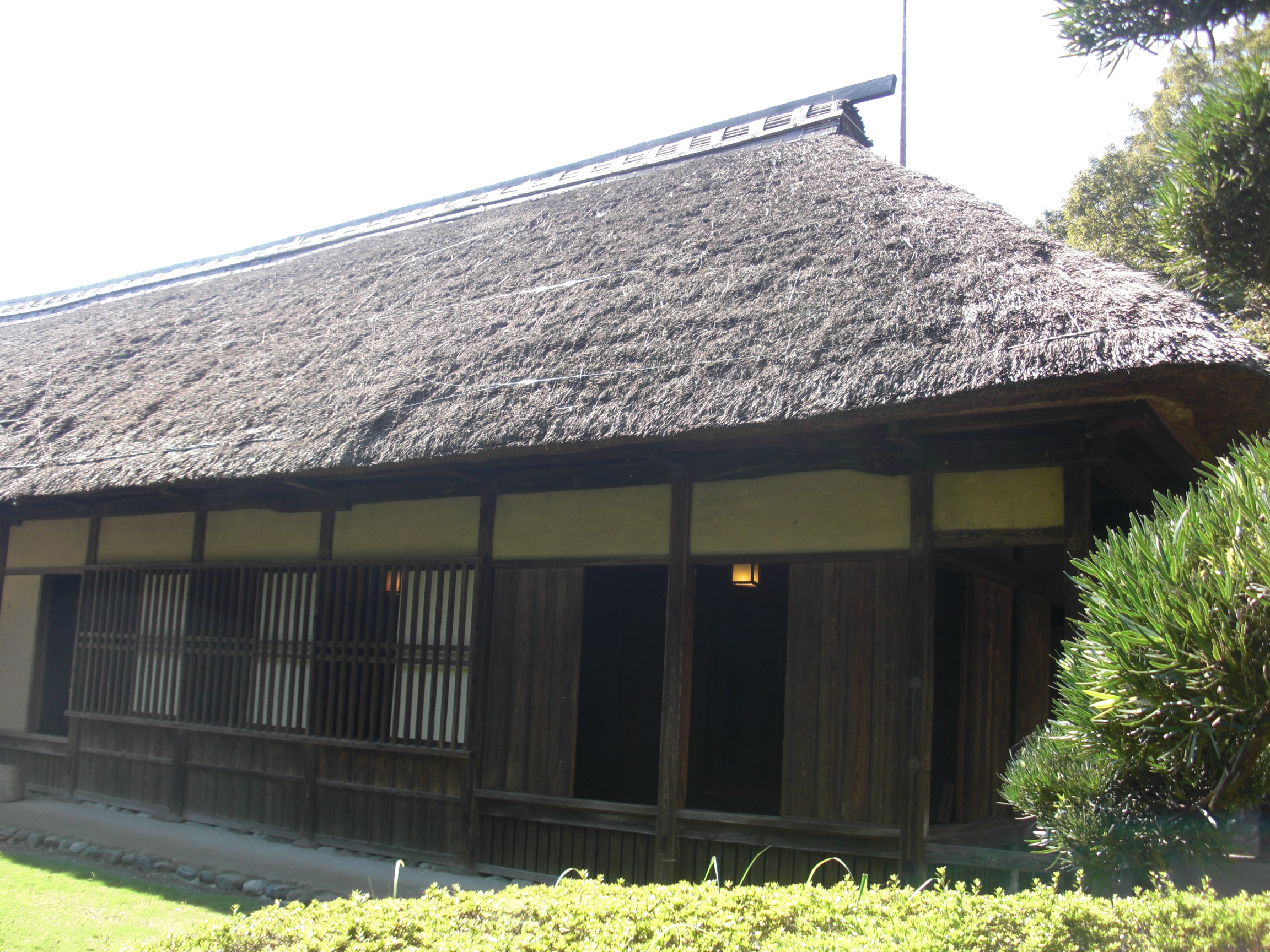
旧安西家住宅（太田山公園）
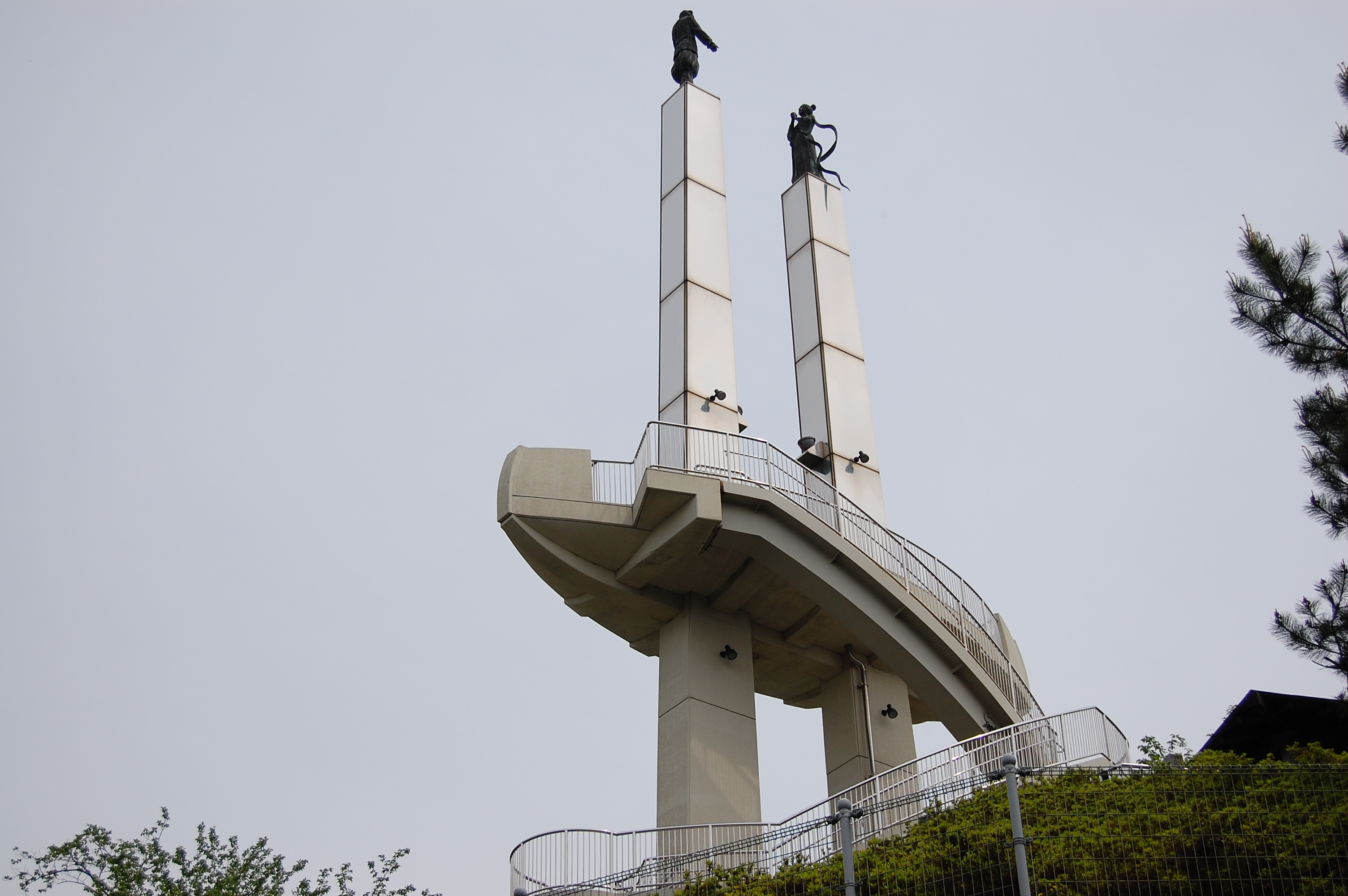
きみさらずタワー（太田山公園）
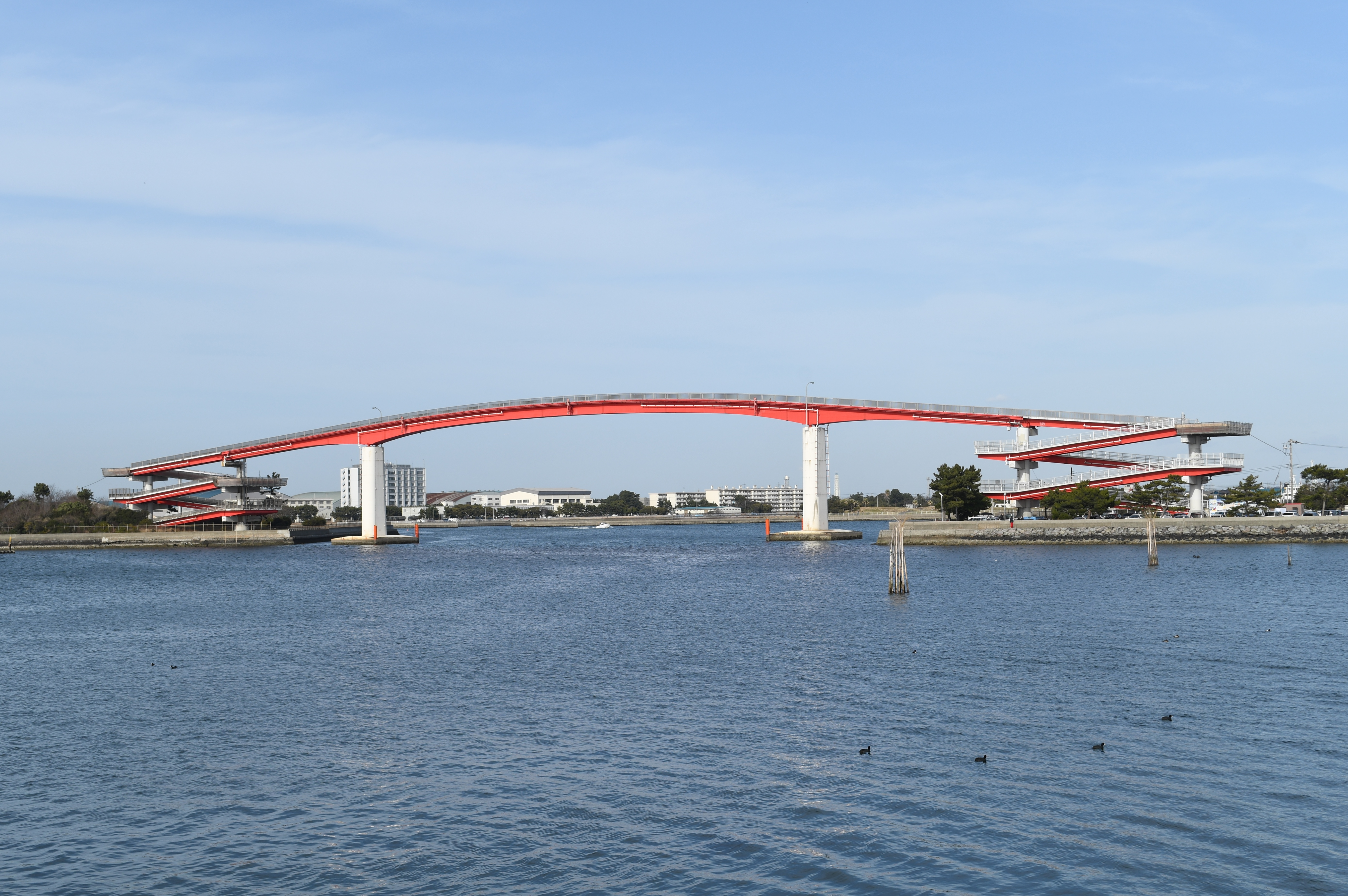
中の島大橋

### 祭事・催事
- 木更津中島の梵天立て - 毎年1月7日未明から日の出を待って若者たちが海に入り梵天を立てる行事。1992年（平成4年）に選択無形民俗文化財として選択された。
- 潮干狩り（3月下旬 - 7月） - 木更津市内の牛込、金田、久津間、江川、木更津の5か所の海岸で潮干狩りができる。
- 八剱八幡神社例大祭（毎年7月第2土・日曜） - 市内の八剱八幡神社で開催される夏祭り。祭期間に町内を練り歩く重量1.5トンの大神輿は、関東三大宮神輿（富岡八幡宮、鳥越神社）の一つに数えられる。
  - 祭囃子『木更津ばやし』 - 千葉県無形民俗文化財に指定されている。各町内で獅子舞も繰り広げられる。
- 木更津港まつり（毎年8月14・15日の2日間） - 木更津駅西口から木更津港までの駅前通りを会場に開催される祭。
  - やっさいもっさい踊り大会 - 14日は富士見通りを会場に開催される。
  - 花火大会 - 15日は木更津港を会場に中の島公園から打ち上げられる花火大会をメインに開催する。

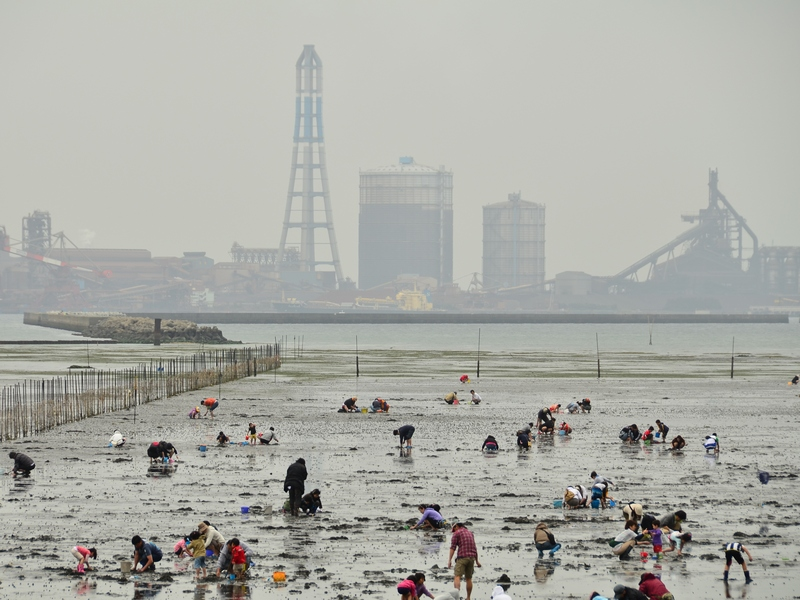
木更津海岸での潮干狩り
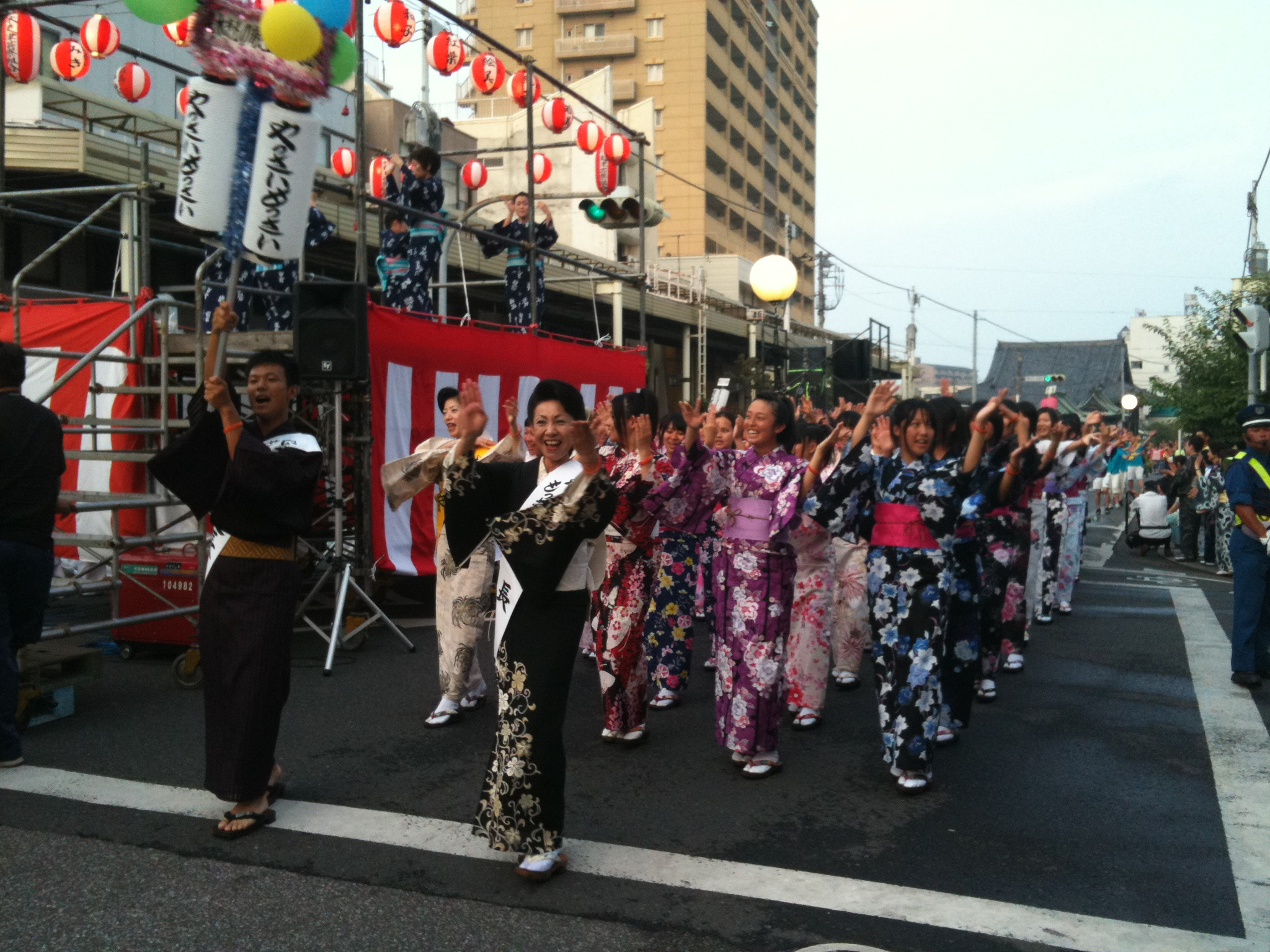
やっさいもっさい踊り大会

### 文化財
国・県指定および国登録文化財一覧。
| 番号 | 指定・登録 | 類別                     | 名称                       | 所在地                     | 所有者または管理者 | 指定年月日       | 備考       |
| ---- | ---------- | ------------------------ | -------------------------- | -------------------------- | ------------------ | ---------------- | ---------- |
| 1    | 国指定     | 重要文化財（考古資料）   | 上総木更津金鈴塚古墳出土品 | 木更津市郷土博物館金のすず | 木更津市           | 昭和34年6月27日  | 一括       |
| 2    | 国指定     | 重要有形民俗文化財       | 上総掘りの用具             | 木更津市郷土博物館金のすず | 木更津市           | 昭和35年6月9日   | 258点      |
| 3    | 県指定     | 有形文化財（建造物）     | 須賀神社本殿               | 木更津市祇園524            | 須賀神社           | 昭和54年3月2日   | 1棟        |
| 4    | 県指定     | 有形文化財（絵画）       | 板絵著色富士の巻狩図絵馬   | 木更津市中須賀2444         | 日枝神社           | 平成5年2月26日   | 1面        |
| 5    | 県指定     | 有形文化財（彫刻）       | 銅造阿弥陀如来立像         | 木更津市郷土博物館金のすず | 木野根沢地区       | 昭和29年3月31日  | 1躯        |
| 6    | 県指定     | 有形文化財（彫刻）       | 木造薬師如来立像           | 木更津市桜井1450-1         | 東光院             | 昭和30年12月15日 | 1躯        |
| 7    | 県指定     | 有形文化財（彫刻）       | 木造薬師如来坐像           | 木更津市請西               | 法人               | 昭和35年6月3日   | 1躯        |
| 8    | 県指定     | 有形文化財（工芸品）     | 金銅孔雀文磬               | 木更津市請西               | 法人               | 昭和35年6月3日   | 1面        |
| 9    | 県指定     | 有形文化財（工芸品）     | 金銅五鈷鈴                 | 木更津市請西               | 個人               | 昭和35年6月3日   | 1口        |
| 10   | 県指定     | 有形文化財（工芸品）     | 梵鐘（長禄三年在銘）       | 木更津市真里谷1760         | 妙泉寺             | 昭和39年4月28日  | 1口        |
| 11   | 県指定     | 有形文化財（古文書）     | 制札（大正十八年在銘）     | 木更津市請西               | 法人               | 昭和39年4月28日  | 1枚        |
| 12   | 県指定     | 有形文化財（古文書）     | 天正検地帳                 | 木更津市ほか               | 木更津市ほか       | 昭和57年4月6日   | 18件・71冊 |
| 13   | 県指定     | 有形文化財（考古資料）   | 黄瀬戸灰釉木の葉文瓶       | 木更津市郷土博物館金のすず | 善光寺             | 昭和40年4月27日  | 1口        |
| 14   | 県指定     | 有形文化財（考古資料）   | 上総大寺廃寺露盤           | 木更津市大寺1029           | 熊野神社           | 平成13年3月30日  | 1点        |
| 15   | 県指定     | 有形文化財（歴史資料）   | 至徳堂関係資料             | 木更津市立図書館           | 木更津市           | 平成14年3月29日  | 220点      |
| 16   | 県指定     | 有形文化財（歴史資料）   | 金田庄黌関係資料           | 木更津市立図書館           | 木更津市           | 平成14年3月29日  | 一括       |
| 17   | 県指定     | 有形民俗文化財           | 東京湾のり生産用具         | 木更津市郷土博物館金のすず | 木更津市           | 昭和54年3月2日   | 一括       |
| 18   | 県指定     | 無形民俗文化財           | 木更津ばやし               | 木更津市中央               | 木更津ばやし保存会 | 昭和38年5月4日   |            |
| 19   | 県指定     | 記念物（史跡）           | 金鈴塚古墳                 | 木更津市長須賀430-1他      | 木更津市           | 昭和25年11月3日  |            |
| 20   | 国登録     | 登録有形文化財（建造物） | 選擇寺本堂                 | 木更津市中央1-5-6          | 選擇寺             | 平成12年2月15日  | 1件        |
| 21   | 国登録     | 登録有形文化財（建造物） | 下郡郵便局旧局舎           | 木更津市下郡791-2          | 個人               | 平成16年7月23日  | 1件        |
| 22   | 国登録     | 登録有形文化財（建造物） | ヤマニ綱島商店店舗         | 木更津市中央2-1412-1       | 個人               | 平成23年7月25日  | 1件        |

## 出身有名人
注釈：人名の後につけられた記号は当該人物の出身地が「木更津市」と特定した出典の分類を示す。★は人名辞典等の文献による、◎は人物データベースによるオンライン検索の結果、●は当該人物または所属団体の公式Webサイトによる公式プロフィールによる（ブログ、SNS除く）
| - 石川吉右衛門（労働法学者）★ - 石渡幸二（船舶評論家）◎ - 伊奈川愛菓（女流棋士）● - 岩波重廣（大相撲力士）◎ - Nanami（ファッションモデル）◎ - 上原風馬（俳優）◎ - 歌原奈緒（タレント、気象予報士）● - 大岩堅一（アナウンサー）◎ - 大坪奈津子（アナウンサー）● - 岡晴夫（歌手）★ - 梶川隆（元ヤマハ発動機社長）★ - 君錦利正（大相撲力士）● - 佐久間英利（元千葉銀行頭取）● - 潮干狩鯏（ご当地アイドルグループ『C-Style』）● - 高橋英樹（俳優）★ - 谷一歩（タレント、女優）◎ | - 千代嵐慶喜（大相撲力士）● - 戸澤正宇（ピアノ奏者） - 中尾彬（俳優）★ - 中村明花（ファッションモデル）◎ - 長谷川榮一（政治家、元内閣広報官・内閣総理大臣補佐官、元中小企業庁長官）● - 服部友一（元アナウンサー）◎ - 福原香織（声優）● - 細井魚袋（歌人）★ - 松野博一（政治家、元内閣官房長官、元文部科学大臣）● - 丸山忠久（棋士）★ - 三浦美幸（空手家）● - 水谷妃里（女優）◎ - 茂木千明（芸能事務所代表、音楽プロデューサー、ラジオDJ）● - 八剱咲羅 (C-Style)● - 山本博子（女優）◎ |

なお、浜田幸一・浜田靖一親子（共に政治家）は富津市出身、綾小路翔（氣志團）と唐田えりかは君津市出身であり、一覧には該当しない。

## 木更津市を舞台・ロケ地とした作品

### 絵画
- 葛飾北斎 『神奈川沖浪裏』[41]

### 映像

#### ドラマ・映画
- メイド・イン・ヘヴン（映画、2021年）
- マジすか学園0 木更津乱闘編（TVドラマ 日本テレビ系、2015年）
- 鳳神ヤツルギ（TVドラマ 千葉テレビ放送、2011年） ‐ ヤツルギは2011年4月1日付けで、2012年3月31日までの期間限定で、木更津市のご当地ヒーローに認定され、水越市長より認定証を授与された[42]
- 三菱自動車「i（アイ）」（TVコマーシャル、2006年） ‐ 生活篇の一部に市内の建物が登場しており、右下に「木更津」と書いてある。
- 木更津キャッツアイ（TVドラマ TBS系、2002年）
  - 木更津キャッツアイ 日本シリーズ（映画、2003年）
  - 木更津キャッツアイ ワールドシリーズ（映画、2006年）
- 六番目の小夜子（TVドラマ NHK、2000年） ‐ 木更津市という設定ではないが、メインロケ地として太田中学校など市内の施設が登場する。
- 水の中の八月（TVドラマ NHK、1998年） ‐ 舞台は『東京湾岸の町』であり明確にされていない。メインロケ地として木更津市にて撮影が行われる。
- 大地の子（TVドラマ NHK、1995年） ‐ 中国残留孤児をテーマにしたNHK放送70周年記念ドラマおよびその原作小説。主人公の実父が住んでいる場所として木更津市が関連する。作中に「東洋製鉄木更津製鉄所」という製鉄所が登場するが、そのモデルは新日本製鐵君津製鐵所（君津市）であり、ドラマのロケ地にも採用されている。
- 男女7人秋物語（TVドラマ TBS系、1987年）
- リーガル・ハイ（TVドラマ フジテレビ系、2012年） - 第9話で「絹見村」の村民を前に主人公が熱弁を振るったシーンの撮影場所にかずさアカデミアホールのロビーが使われた。

#### バラエティ番組
- 出没!アド街ック天国（テレビ東京系列） - 2015年7月18日放送の回で特集された。
- ブラタモリ (NHK) - 2021年5月29日放送の回で特集され、港町木更津の歴史や成り立ち、君津郡の地層について紹介された。
- その他、各種バラエティ番組やニュース番組内の企画で木更津市や市内の飲食店等が取り上げられる。

### 書籍
- 青の時代（小説 三島由紀夫著、1950年） ‐ 光クラブ事件の当事者である山崎晃嗣（木更津市出身、父親は2代目市長を勤めた山崎直）をモデルにした小説。作中では『千葉県K市』と表現されているが『小櫃川』、『鳥居崎海岸』、『矢那川』など木更津市と断定できるキーワードが記述されている。
- 代紋TAKE2（漫画 木内一雅原作、渡辺潤画、週刊ヤングマガジン連載）‐ 主人公が木更津の暴力団組長を襲名したことから物語が展開する（第三部、コミックス15 - 22巻）。また同漫画を原作としたスペシャルドラマが日本テレビ系列で1993年から1997年にかけて計7回放映された。
- オーレ!（漫画 能田達規作、コミックバンチ連載） ‐ 木更津・君津・袖ケ浦・富津の「かずさ4市」が合併して誕生したという設定の架空都市「上総市」が舞台のサッカー漫画。作中では市内に実在する施設が描かれている。
- サポルト! 木更津女子サポ応援記（高田桂、コミック アース・スター連載）
- どうでもいい 世界なんて -クオリディア・コード-（ライトノベル 渡航作、ガガガ文庫、全2巻）-複数の作家、複数のレーベルで共通の世界観の物語を描く『プロジェクト・クオリディア』のひとつ。木更津には「戦闘科」が置かれている。

### 芸能
- 木更津甚句（民謡）
- 証城寺の狸囃子（童謡）
- やっさいもっさい（祭囃子 デュークエイセス）
- 与話情浮名横櫛（歌舞伎）
- お富さん（歌謡曲 山崎正作詞、渡久地政信作曲）「与話情浮名横櫛」を題材とした歌謡曲で、1954年春日八郎の歌唱で流行した。
- シーサイド・ばいばい（楽曲、木更津キャッツアイ feat. MCUのシングル）